# Norsko
Norsko, plným názvem Norské království, je severský stát v severní Evropě, jehož pevninské území zahrnuje západní a nejsevernější část Skandinávského poloostrova. Součástí Norska je také vzdálený arktický ostrov Jan Mayen a souostroví Špicberky, závislým územím je Bouvetův ostrov ležící v subantarktické oblasti. Pevninské Norsko sousedí na východě se Švédskem a na severovýchodě s Finskem a Ruskem. Norsko má rozsáhlé pobřeží obrácené k severnímu Atlantskému oceánu a Barentsovu moři. Je to převážně hornatá země s četnými vysokohorskými terény, fjordy a ledovci, s podnebím ovlivněným oceánem, zejména Golfským proudem, a bohatými srážkami. Dělí se na 15 krajů, včetně dvou arktických oblastí má rozlohu asi 385 000 km² a žije v něm  5,6 milionu obyvatel, což mu zajišťuje jednu z nejnižších hustot zalidnění v Evropě. Hlavním a největším městem Norska je Oslo, mezi další velká města patří Bergen, Trondheim a Stavanger. Norové tvoří přibližně 82 % obyvatel země, úředními jazyky jsou norština a sámština.   
První norský otisk do světových dějin přišel v době vikingské, kdy lidé z Norska a ostatních severských zemí procestovali velkou část Evropy a vydali se na sever a západ. Vikingové byli obchodníci i nájezdníci a dostali se mimo jiné do Grónska a Severní Ameriky. Jednotné Norské království vzniklo v roce 872 sloučením drobných království. Dobu Vikingů postupně vystřídalo křesťanství a norský vliv ve vnějším světě, který dosáhl největšího rozsahu v polovině 13. století, postupně slábl. Na konci 14. století se spojilo s Dánskem a Švédskem do Kalmarské unie, v letech 1537 až 1814 bylo součástí Dánsko-Norska a v letech 1814 až 1905 bylo v personální unii se Švédskem, než se zcela osamostatnilo. 
Během první světové války zůstalo Norsko neutrální, ale přesto utrpělo velké ztráty, především ve svém velkém obchodním loďstvu. Na začátku druhé světové války se Norsko opět snažilo zůstat neutrální, ale v roce 1940 bylo napadeno nacistickým Německem a okupováno až do roku 1945. Po válce Norsko neutralitu opustilo a stalo se zakládajícím členem Severoatlantické aliance. Objevení velkých zásob ropy na mořském dně u Norska koncem 60. let 20. století vedlo k velké prosperitě. V referendech v letech 1972 a 1994 se norské obyvatelstvo vyslovilo proti členství země v Evropské unii. Sámové, žijící převážně na severu, mají určitou míru sebeurčení a vlivu na tradiční území prostřednictvím Sámského parlamentu a zákona o Finnmarku. 
Norsko je unitární konstituční monarchií s králem jako ceremoniální hlavou státu,  zákonodárným orgánem je jednokomorový parlament. Je vyspělou zemí, s vyspělou vysokopříjmovou ekonomikou a vysokou životní úrovní, má 2. nejvyšší index lidského rozvoje na světě a osmý nejvyšší příjem na obyvatele na světě. Norsko zachovává severský model blahobytu se všeobecnou zdravotní péčí a komplexním systémem sociálního zabezpečení, jehož hodnoty jsou zakořeněny v rovnostářských ideálech. Norský stát má rozsáhlé vlastnické podíly v klíčových průmyslových odvětvích a disponuje značnými zásobami ropy, zemního plynu, nerostných surovin a dřeva. Ropný průmysl tvoří přibližně čtvrtinu hrubého domácího produktu země. Má největší státní investiční fond na světě, jehož hodnota činí 20 bilionů norských korun (k 2/2025). Norsko je zakládajícím členem Organizace spojených národů, Severoatlantické aliance, Evropského sdružení volného obchodu, Rady Evropy, Smlouvy o Antarktidě a Severské rady, a také členem Evropského hospodářského prostoru, Světové obchodní organizace, Organizace pro hospodářskou spolupráci a rozvoj a schengenského prostoru.

## Název
Jméno dali Norsku zřejmě staří Gótové nebo Dáni a znamenalo v jejich jazyce „cesta na sever“. V historickém záznamu řeči vikingského náčelníka Ottara k anglickému králi Alfrédovi zhruba v roce 880 je dnešní území Norska nazýváno Norðvegr. Teprve ve 14. století se začaly používat formy jména země Noreg(h)e, Norig(h)e, Norg(h)e nebo Norie. Oficiální název Noreg v jazyce nynorsk byl přijat teprve po jazykové reformě z roku 1938, zatímco název Norge v jazykové verzi bokmål je používán zhruba již od roku 1450. Dříve se česky někdy označovalo také dnes již zapomenutým názvem Norvéžsko.

## Dějiny Norska

### Pravěk

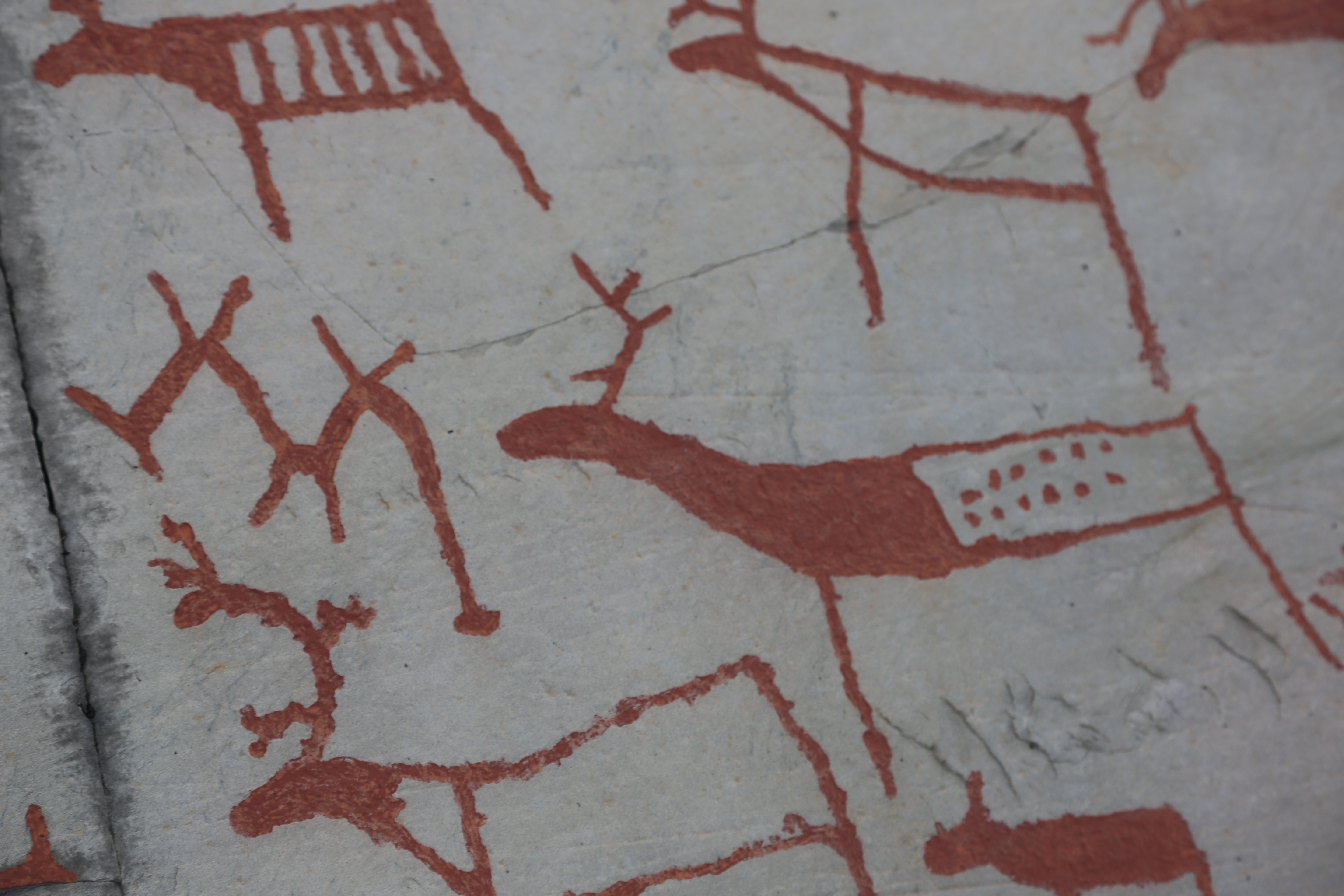
Pravěké malby v Altě

Stopy po prvním lidském osídlení archeologové dávají do souvislosti s kulturou zvanou Ahrensburgien (pojmenovanou po vesnici Ahrensburg, ležící 25 km severovýchodně od Hamburku, v pozdějším německém státě Šlesvicko-Holštýnsko). Tato kultura je lokalizována do severoevropských nížin v období 9–7 tisíc let př. n. l. Příslušníci této kultury byly především lovci sobů, kteří žili ve stanech, nebo mírně zahloubených chatách. Užívali štípané hroty s řapíkem, oštěpy a luky. Tyto nejstarší stopy lidského osídlení v Norsku se nacházejí podél pobřeží, kde se po poslední době ledové, mezi léty 11 000 a 8 000 př. n. l., stáhl ledovec.
K nejcennějším nálezům patří ty z doby okolo roku 5000 př. n. l. ze severu Norska, z Finnmarku, zejména z obce Alta, kde byly objeveny pozoruhodné skalní rytiny, znázorňující především lov (dnes součást Světového dědictví UNESCO). Archeologové v souvislosti s těmito nálezy někdy hovoří o kultuře Komsa. Druhé centrum nálezů z této doby se nachází na jihozápadě země, v Rogalandu (kultura Fosna). Velká vzdálenost těchto nálezů dlouho vedla k přesvědčení, že šlo o dvě různé kultury, to však bývá od 70. let 20. století zpochybňováno.[kým?] Dnes[kdy?] většina historiků[kdo?] předpokládá, že jižní centrum bylo starší a sever byl z tohoto centra osídlen pochodem po pobřeží. Nálezy z Alty jsou nejrozsáhlejšími skalními kresbami v celé Skandinávii. Prozrazují, že místní obyvatelé doby kamenné byli především lovci a rybáři.

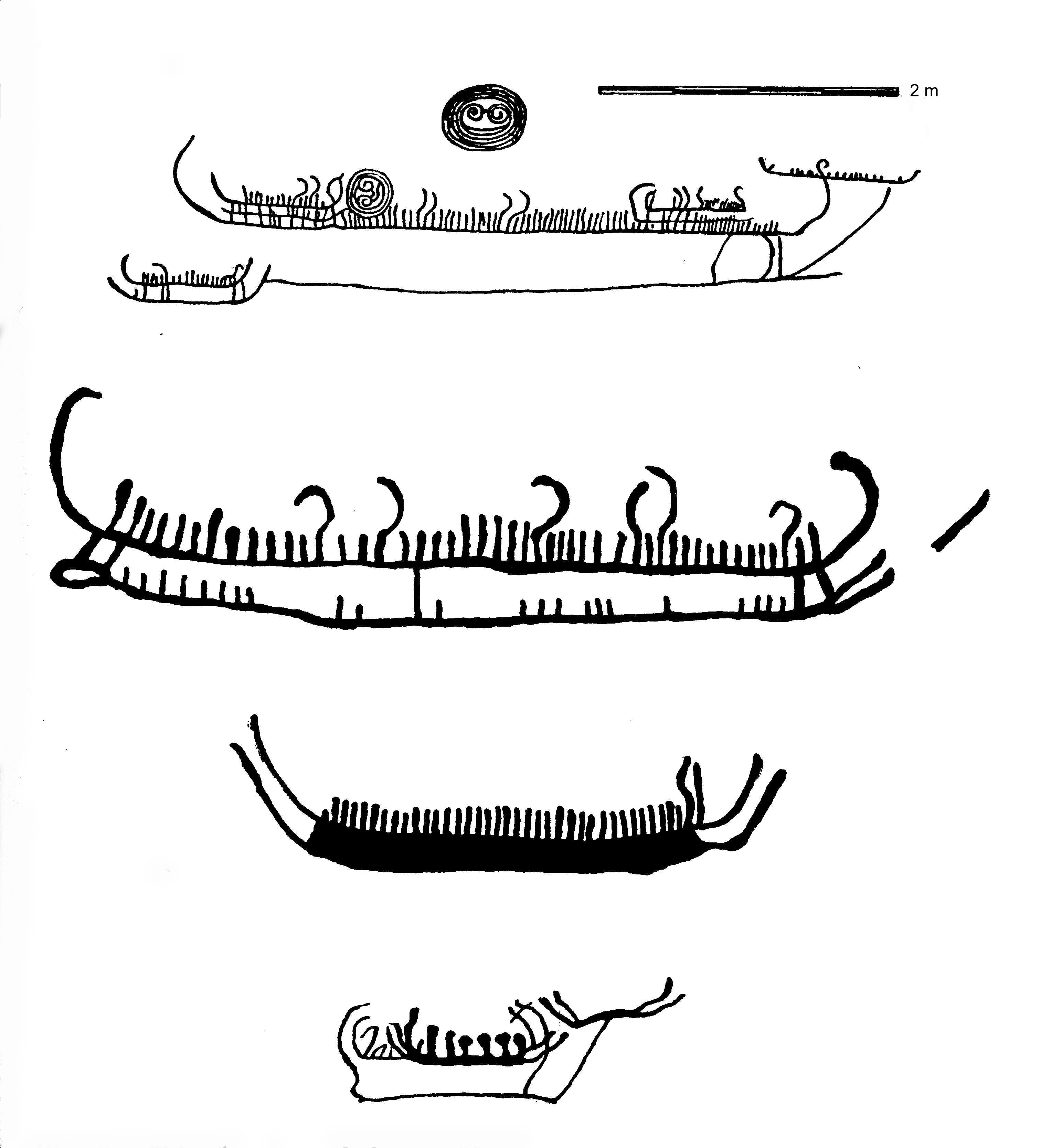
Petroglyfy lodí typu hjortspring z doby bronzové

Mezi lety 3000 až 2500 př. n. l. dorazili do východního Norska noví osadníci, řazení k tzv. kultuře se šňůrovou keramikou. Byli to indoevropští zemědělci, kteří již pěstovali obilí a chovali krávy a ovce. Lov a rybolov se stal u nich až sekundárním zdrojem obživy. Od roku 1500 př. n. l. archeologové hovoří o severské době bronzové. Zaznamenány stopy po užití bronzu, ovšem bronzové nástroje se zřejmě omezovaly jen na náčelníky. Na skalních rytinách se objevují nové motivy, především sluneční kotouč, který byl patrně uctíván. Výrazným motivem jsou také lodě, zejména typu hjortspring. Také vztyčené kamenné monumenty jsou uspořádány do tvaru, který připomíná loď.
Na počátku doby železné (posledních 500 let před naším letopočtem) došlo zřejmě k populační krizi, neboť archeologové nacházejí jen málo pozůstatků. Oživení nastalo zhruba po začátku našeho letopočtu, kdy se obyvatelé Norska dostali do kontaktu s římskou Galií. Bylo nalezeno asi 70 římských bronzových kotlů, často používaných jako pohřební urny.

### Středověk

#### Raný středověk

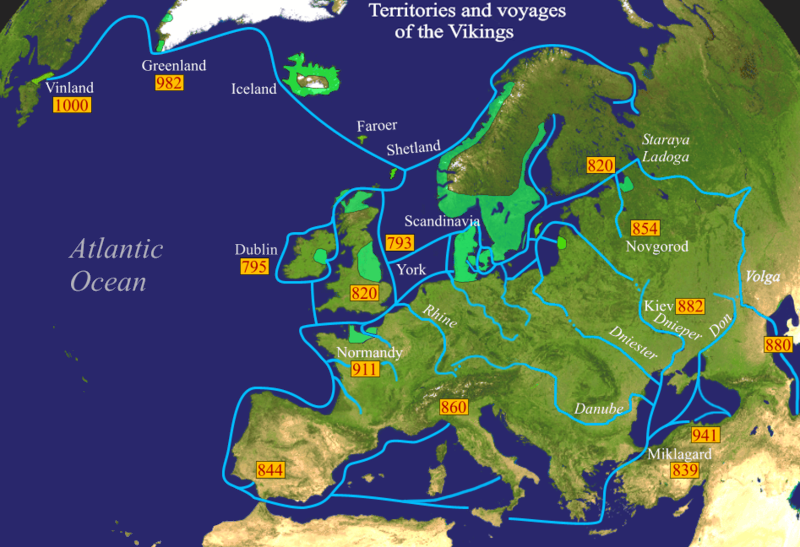
Mapa vikinských cest a objevů

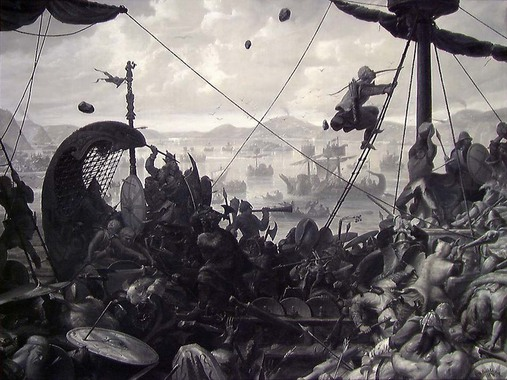
Bitva u Hafrsfjordu

Z kontinentu se také do Norska dostalo patrně runové písmo. Nejstarší známý norský runový nápis pochází ze 3. století. K nejstarším užívaným slovům patří „vik“ označující fjord či záliv. Právě toto slovo se stalo také kořenem pojmu Viking. O Vikinzích historici hovoří od 8. století, kdy začaly jejich výboje. Za mezník je obvykle pokládáno vikingské přepadení kláštera v Lindisfarne na severovýchodě Anglie v roce 793. Vikingové pak pronikli takřka do všech částí Evropy a také na pobřeží dnešní Kanady. Vikingové z území dnešního Norska byli nejvíce aktivní na britských ostrovech a východních ostrovech Severní Ameriky. Dnešní irská města Dublin, Limerick a Waterford byla pravděpodobně založena právě osadníky z Norska. Norští Vikingové v 9. století osídlili také Faerské ostrovy, Orkneje a Island. Roku 985 založili první osady v Grónsku.
V norském národním povědomí je klíčovým rok 872, kdy Harald I. Krásnovlasý, po bitvě u Hafrsfjordu (nedaleko Stavangeru), jako první sjednotil norská drobná království (smårike) a stal se prvním norským králem. Centrum Haraldovy říše bylo na jižním pobřeží. Po Haraldovi se moci chopil jeho syn Erik Krvavá sekyra, po jeho sesazení pak další z Haraldových synů Haakon I. Norský. Ten již začal koketovat s křesťanstvím. Christianizaci však zabránilo to, že se moci po Haakonově smrti ujali velcí ctitelé severských tradic Harald II. Norský a Haakon Sigurdsson. Až Olaf I. Tryggvason znovu začal v zemi prosazovat křesťanství, a to často velmi násilně. Postavil také první kostel, roku 995 v Mosteru. Olaf I. Tryggvason proslul též jako vikingský dobyvatel, když s 390 loděmi napadl Anglii a oblehl Londýn. V jeho christianizačním díle pokračoval jinak poměrně neúspěšný panovník Olaf II. Norský, později prohlášený za svatého. Jeho nástupce Knut Veliký pak Norsko prvně v jeho historii zapojil do vícenárodní říše, tzv. Severské říše, avšak jen nakrátko. Po něm se znovu prosadili lokální vůdci.

#### Vrcholný středověk

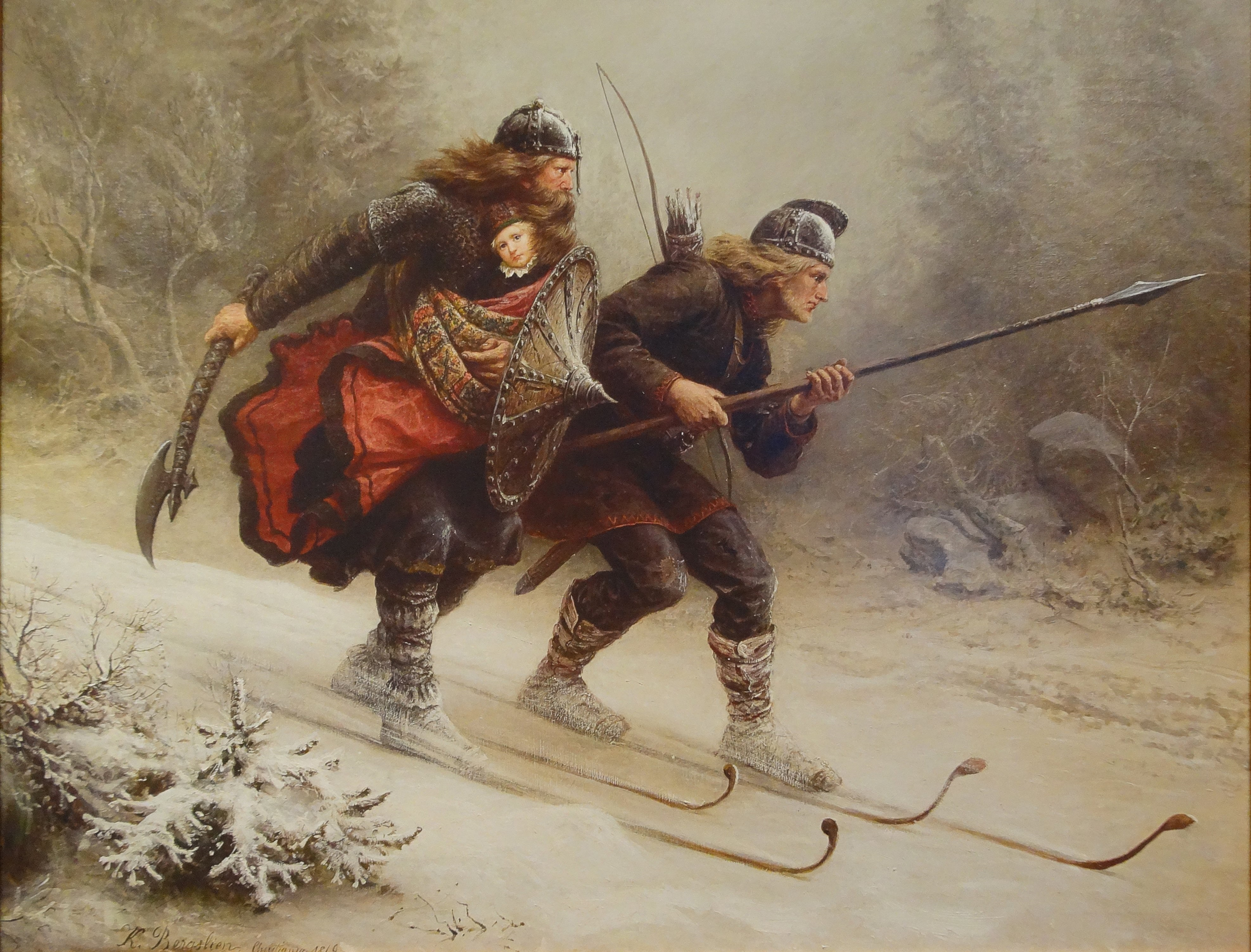
Březonozí (či birkebeinerové) zachraňují budoucího krále Haakona

Kalmarská unie kolem roku 1500

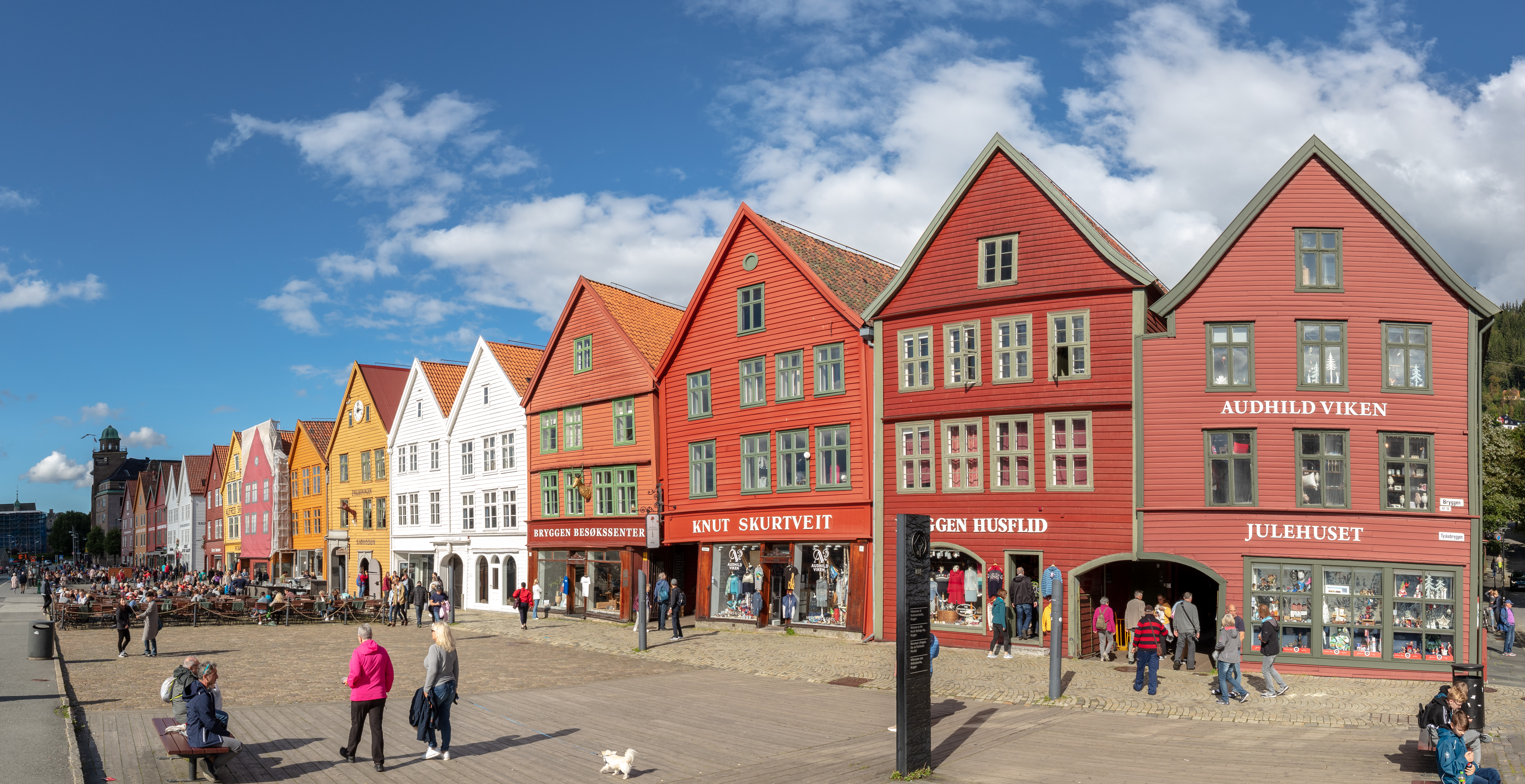
Hansovní čtvrť v Bergenu

Velkým problémem norského státu bylo nástupnictví. Tradice dávala právo nastoupit na trůn všem královým synům, což vedlo k mnoha bojům a také posilovalo církev, která si činila nárok do otázky nástupnictví mluvit. Sérii norských občanských válek ukončil až roku 1217 Haakon IV. Norský, který nastolil jasný nástupnický řád. Jeho vláda byla ve znamení míru, konsolidace monarchie a definitivního sjednocení země. Období jeho panování je považováno za vrcholné období středověkého Norska.

Rozvoj pokračoval i ve 14. století, ačkoli třeba epidemie moru v roce 1349 vyhubila třetinu obyvatelstva. Společenská struktura, která se během vrcholného středověku v Norsku vytvořila, nebyla typicky feudální (jako i v jiných skandinávských zemích). Král a šlechta sice získali mnoho pozemků a původně nezávislí zemědělci se stali jejich nájemci, avšak zůstali v mnohem svobodnějším postavení než poddaní na kontinentě. Vzhledem k nízké hustotě zalidnění (posilované i decimací obyvatelstva epidemiemi) byl půdy stále dostatek, což činilo vyjednávací pozici nájemců mnohem silnější. Tento rys zformoval rovnostářskou tradici Norska (i celé Skandinávie), která v jisté transformaci přetrvává dosud.
Velkou roli začal ve 14. století sehrávat hanzovní obchod, jeho centrem se stal Bergen. Delší čas byl Bergen v důsledku toho tak trochu „státem ve státě“.
Roku 1380 Olaf II. Dánský spojil Norsko a Dánsko do personální unie, roku 1397 královna Markéta I. připojila i Švédsko (sňatkovou politikou) a vznikla Kalmarská unie. Jádro této říše bylo ovšem v Dánsku a Norsko tak začalo být poněkud periferizováno. 
Nadvláda Dánů trvala dalších 434 let, proto norští nacionalisté v 19. století hovořili o „čtyřsetleté noci“.

### Novověk

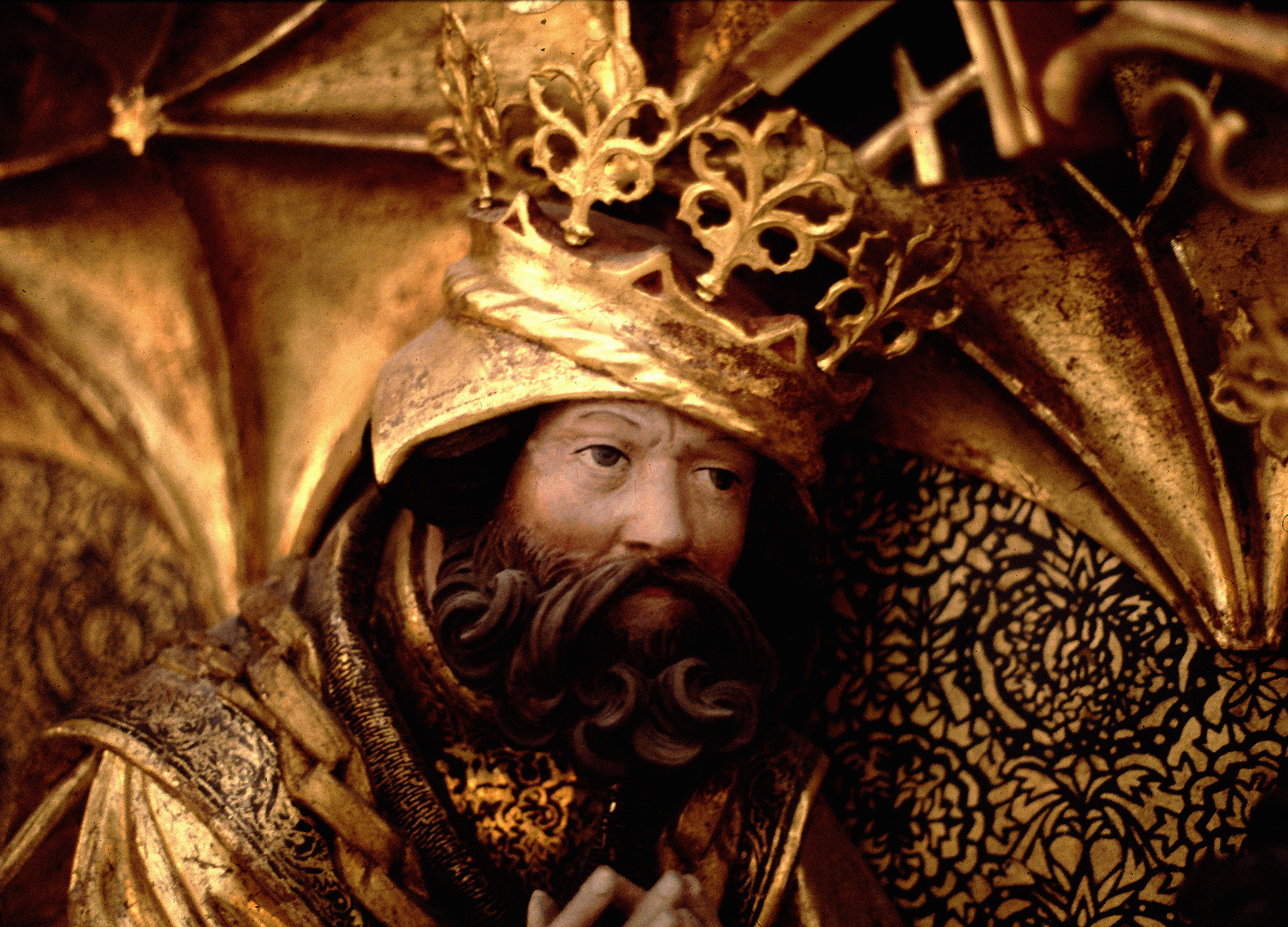
Kristián II.

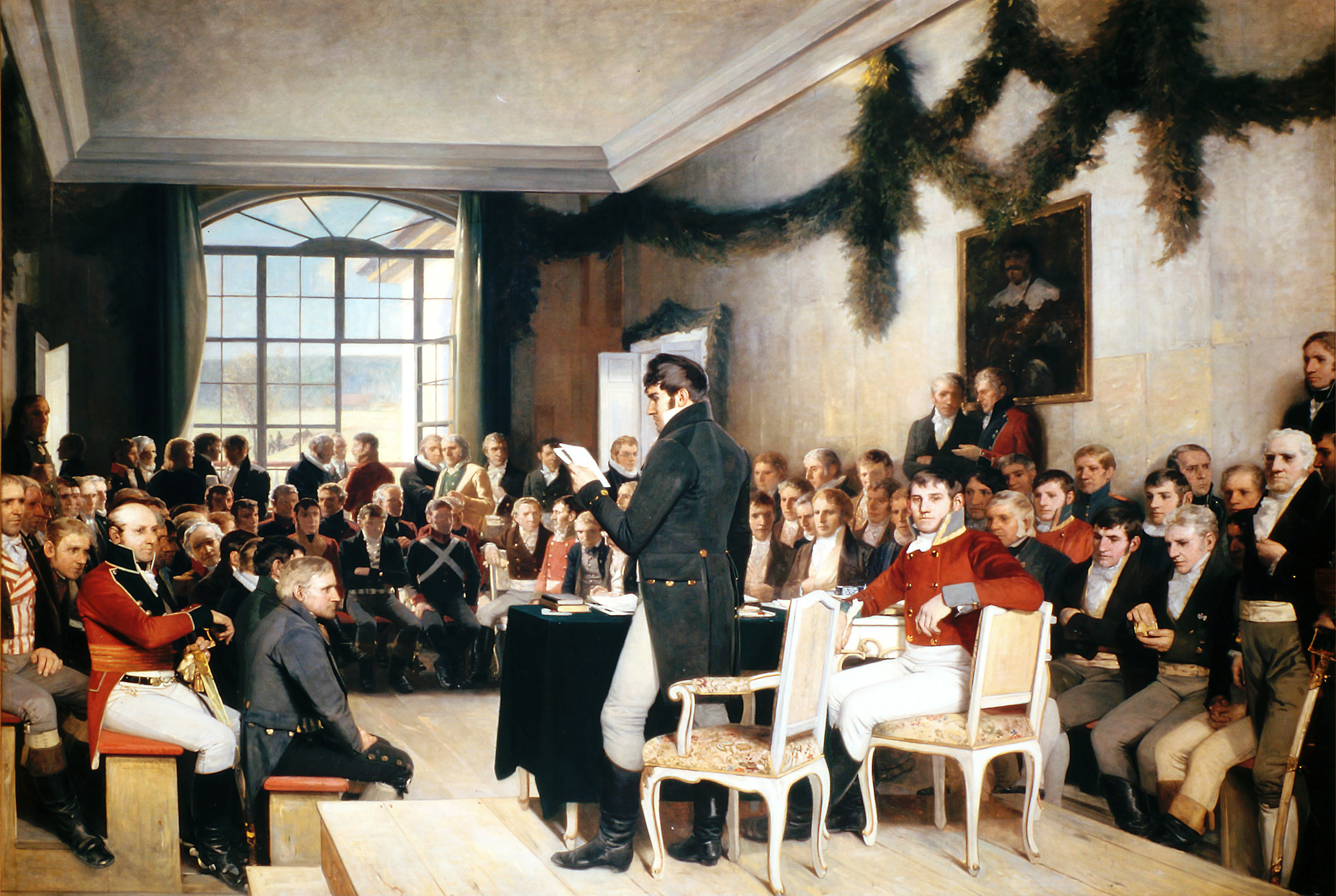
Přijímání ústavy roku 1814

Po nárůstu daňového zatížení Norů také již krátce po vzniku unie vypuklo proti dánské nadvládě první povstání, ale neuspělo. Ekonomicky Norsko pod Dány skutečně chřadlo, což ještě zhoršily silné pirátské útoky. Periferizace ještě zesílila s nástupem oldenburské dynastie na trůn. Norové se roku 1502 pokusili o vzpouru vedenou šlechticem Knutem Alvssonem, ale ta byla znovu rozdrcena. Norové si z Oldeburků oblíbili jen krále Kristiána II. Dánského, který si v Norsku našel milenku a nějaký čas tam žil. Právě Kristián však začal čelit švédské vzpouře a Švédsko také ztratil. Norové se švédsko-dánského sporu neúčastnili. Když však Švédové získali roku 1521 nezávislost, pokusili se znovu o vzpouru i oni, ale znovu byli neúspěšní. Nový stát bez Švédů se nazýval Dánsko-Norsko.
Poté, co dánský panovník přijal roku 1536 luterství jako státní náboženství, bylo zrušeno arcibiskupství v norském Trondheimu, což ještě snížilo míru norské samostatnosti, protože církevní příjmy z pozemků od té doby mířily do Kodaně. Pád katolicismu také znamenal konec poutí ke svatyni sv. Olafa v Nidaru, což snížilo kulturní výměnu Norska s Evropou. Ústupkem Dánů bylo, že roku 1661 formálně obnovili norské království (při zachování personální unie), ovšem Norové neustále platili za dánské katastrofální porážky od Švédů ztrátou svých tradičních území (Båhuslen, Jämtland, Härjedalen). O nedobré kondici Norska svědčí i hladomory z let 1695–1696, které zabily asi 10 procent obyvatel.
Velkým přelomem v norských dějinách se staly napoleonské války. Do nich se dánský král nešťastně zapletl a Dánsko bylo následně pokořeno Brity. Norové této situace využili a vyhlásili nezávislost – vzniklo tak krátkodobé Norské království. To 17. května 1814 přijalo ústavu založenou na americkém a francouzském vzoru. Syttende Mai, 17. květen, je dodnes pro Nory velký státní svátek, Den norské ústavy. Jenomže události nezávislosti nepřály. Švédové, spojenci Britů v napoleonských válkách, Norsko získali podle mírové smlouvy z Kielu. Navíc podle této smlouvy Norsko ve prospěch Dánska ztrácelo své tradiční zámořské oblasti, tedy Island, Grónsko a Faerské ostrovy. To se Norům nelíbilo, avšak vyčerpaní britskou námořní blokádou se do vojenského konfliktu se Švédy pouštět nechtěli. Po složitých politických jednáních 4. listopadu 1814 nově zřízený norský parlament (Storting) zvolil švédského krále Karla XIII. i králem norským, čímž posvětil novou personální unii – Švédsko-norskou unii. Panovník naproti tomu Norům ponechal jejich liberální ústavu i řadu správních pravomocí. Umění politického kompromisu, neunáhlenost a mírnost se pak staly trvalejším rysem norské politické kultury.
Od 30. let 19. století se začal rozvíjet moderní norský nacionalismus, kterým Norové vymezovali svou identitu v rámci říše se sídlem ve Švédsku. Důraz kladli na jazyk (výsledkem jazykových třenic jsou také dvě spisovné norštiny – bokmål a nynorsk) a kulturu. Tyto tendence se příliš nelíbily novému králi Karlovi XIV., který vůči národnímu hnutí začal uplatňovat represe (které ovšem nešlo srovnat například s Metternichovými postupy v Rakouské říši). Po Karlově smrti v roce 1844 však tlak povolil a národně-liberální hnutí protlačilo řadu reforem, zejména týkajících se žen: již v roce 1854 získaly ženy právo na dědictví, roku 1863 byly neprovdané ženy osvobozeny z područí otců, brzy také středostavovské ženy začaly pracovat, typicky jako učitelky. Toto na evropské poměry časné osvobození žen dalo norské společnosti feministický rys, který je znatelný dosud.

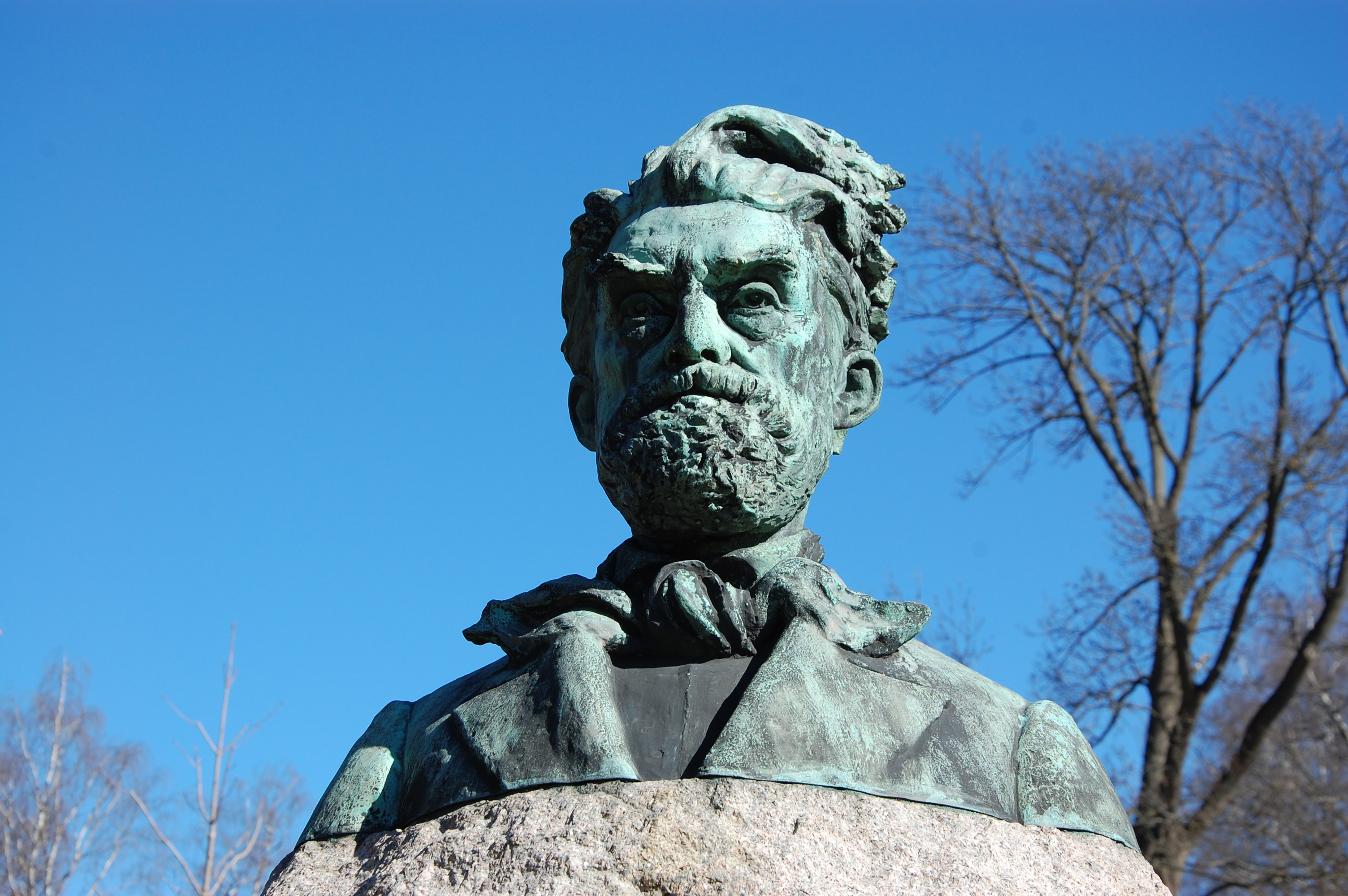
Johan Sverdrup

Úspěšné postupné reformy způsobily, že Norsko roku 1848 minula revoluční vlna. Druhou příčinou bylo, že v Norsku byla slabá měšťanská vrstva, politiku i ekonomiku do značné míry stále kontrolovali šlechtici, byť liberálně naladění. Roku 1884 byl král přinucen respektovat parlament při výběru premiéra a prosadil se tak reálný parlamentarismus. Prvním demokraticky zvoleným premiérem byl Johan Sverdrup ze strany Venstre. Roku 1898 bylo zavedeno všeobecné volební právo (pro muže, na ženy se rozšířilo až roku 1913), čímž vyvrcholil nenásilný a postupný proces demokratizace Norska. 

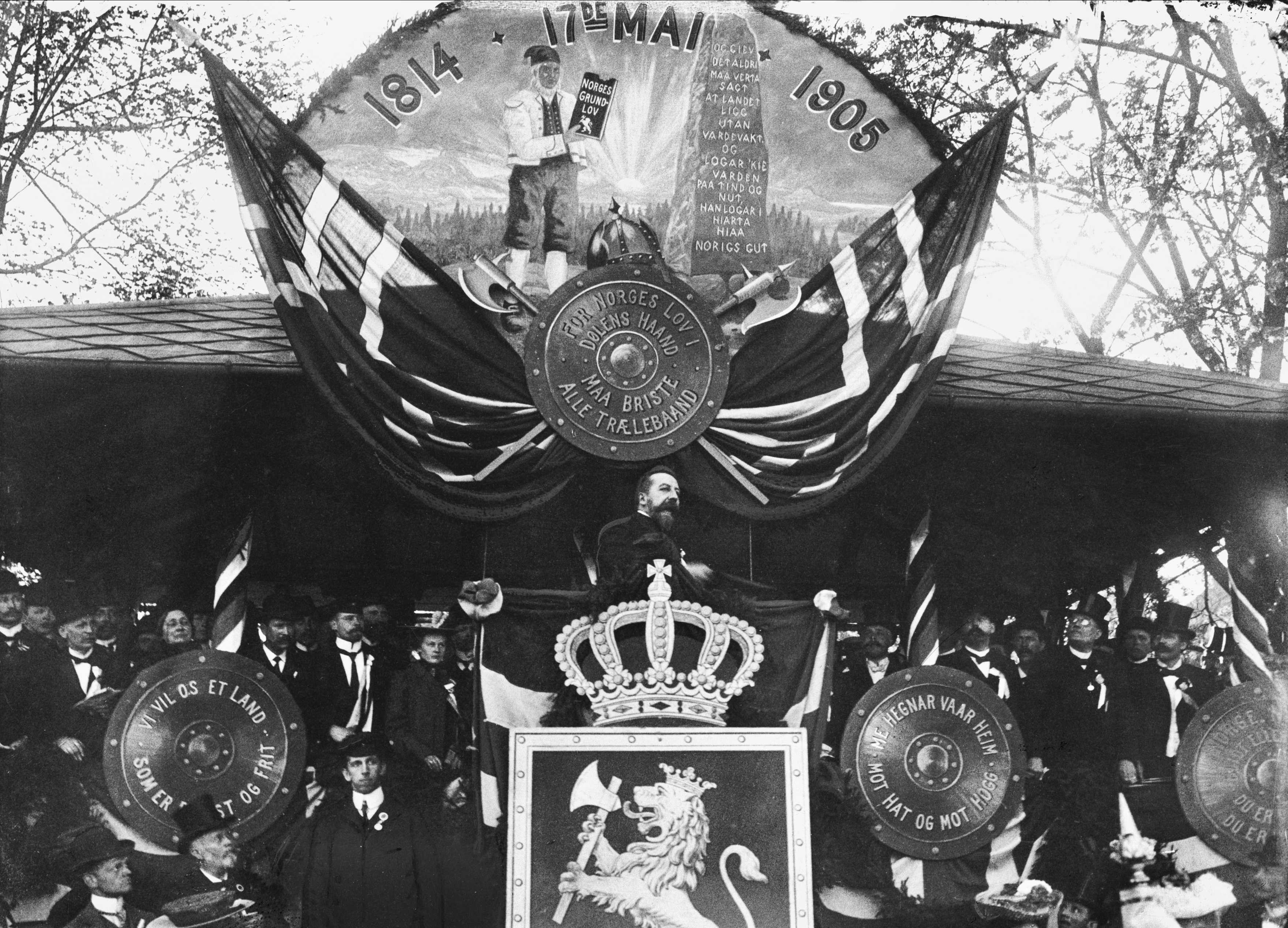
Christian Michelsen roku 1905

Rozhodující politickou postavou počátku 20. století se stal Christian Michelsen. Roku 1903 založil stranu Samlingspartiet, která začala prosazovat odchod Norska ze švédsko-norské unie. V roce 1905 se stal premiérem a začal takticky na separaci pracovat. Když král Oskar II. odmítl podepsat zákon, který by umožňoval norské části federace zakládat vlastní konzuláty v zahraničí, Michelsenova vláda na protest podala demisi. Král nového premiéra nejmenoval, neboť se domníval, že demise je jen prázdným politickým gestem. Toho však Michelsen využil a prosadil v norském parlamentu usnesení konstatující, že tím, že král nejmenoval novou norskou vládu, zpronevěřil se svému základnímu úkolu a nemá již právo v Norsku vládnout, čímž Norsko z personální unie vystupuje. Tento závěr si Michelsen nechal ještě potvrdit v referendu. První referendum v samostatném státě pak rozhodlo, že si Norové ponechají monarchistické zřízení, což Michelsena, věřícího v republiku a prezidentský post, zklamalo, nicméně to respektoval. Datum vzniku moderního norského státu je tudíž 7. červen 1905, byť formálně byla jen vyměněna dynastie. Nenásilné rozbití švédsko-norské federace bývá uváděno jako ukázkový příklad takové možnosti (další byl až rozpad Československa roku 1993). Sebevědomí mladého státu ilustroval i pozdvihoval úspěch expedice Roalda Amundsena a její dobytí jižního pólu v roce 1911.

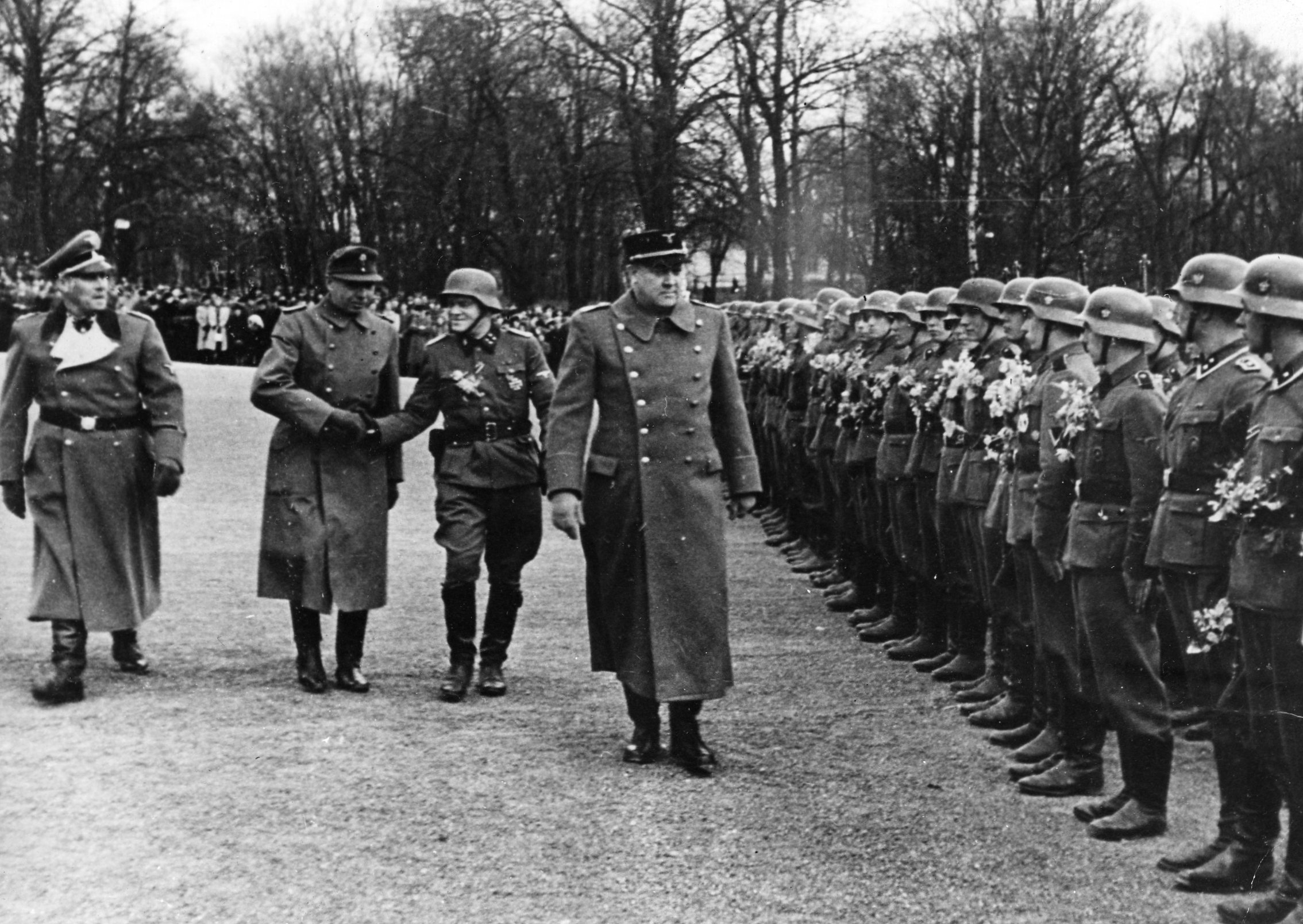
Vidkun Quisling a norští dobrovolníci Waffen-SS v dubnu 1943

Za první světové války bylo Norsko neutrální. V roce 1940 bylo přepadeno Německem a přes odpor (o významný přístav Narvik na severu bojovali po boku Norů i Britové svou plnou válečnou silou) bylo obsazeno. V tzv. Říšském komisariátu Norsko se poté zmocnil vlády kolaborant Vidkun Quisling a jeho strana Nasjonal Samling. Norský odboj předvedl několik výjimečných operací, jako bylo zničení vodní elektrárny Vemork společnosti Norsk Hydro a jejích zásob tzv. těžké vody (Operace Telemark), čímž byl paralyzován německý jaderný program. Důležité rovněž bylo, že na stranu Spojenců se dostalo takřka celé norské obchodní loďstvo, před válkou čtvrté největší na světě. To se zapojilo do mnoha operací, včetně evakuace v Dunquerke a vylodění v Normandii. Země byla okupována až do roku 1945.

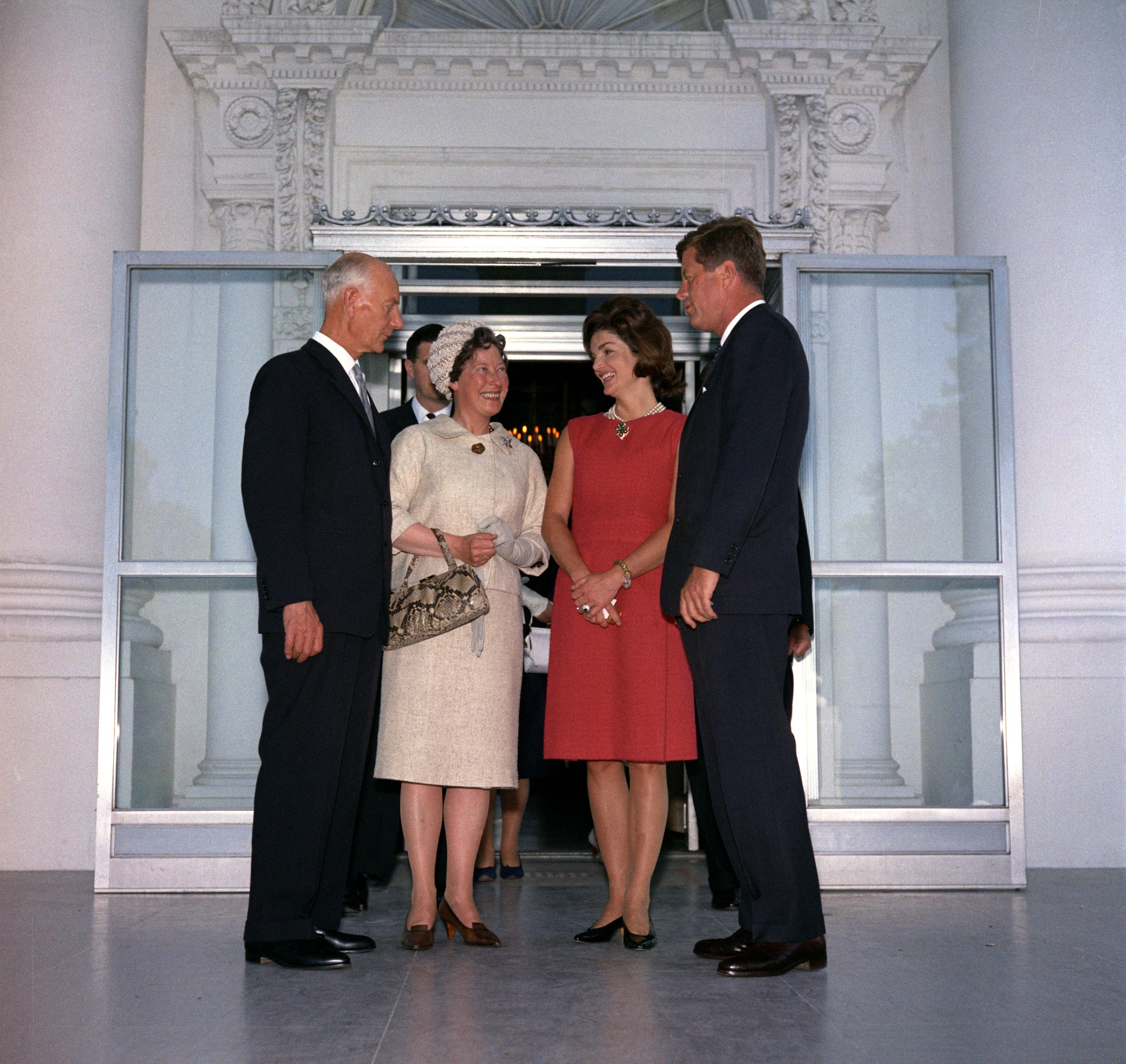
Einar Gerhardsen (vlevo) s americkým prezidentem Kennedym

Po válce začali norské politice dominovat sociální demokraté, jejich Norská strana práce měla v parlamentu většinu od roku 1945 do roku 1962. Jejich klíčovou osobností byl Einar Gerhardsen. Navzdory socialistické politice, norští labouristé se jasně distancovali od sovětského bloku a stali se v roce 1949 zakladateli NATO. Položili také základy norského sociálního státu s velkou rolí státní kontroly nad ekonomikou. Například cenová kontrola a státní příděl bydlení a automobilů trvaly v Norsku až do roku 1960. Životní úroveň však prudce rostla. V 70. letech začal stát těžit ropu (její nález je datován k roku 1967) a norské bohatství se tak ještě znásobilo. Koncem devadesátých let Norsko splatilo státní dluh a přebytky rozpočtů začalo hromadit ve státním investičním fondu, který je dnes největším na světě.
Norsko bylo dvakrát vyzváno, aby se připojilo k Evropské unii, ale občané vstup vždy odmítli, v referendech z let 1972 a 1994.
Sociální demokraté již několikráte přepustili vládu konzervativně-liberálním stranám, přesto je norský politický systém poměrně konsensualistický a zaměření na sociální stát, nízké mzdové rozdíly, tolerance vůči všem menšinám a multikulturalismus prostupují politikou většiny vlád. Konsensus je atakován jen výjimečně, jako v roce 2011, kdy pravicový extremista Anders Breivik napadl automatickou puškou letní tábor sociálnědemokratické mládeže na ostrově Utøya a umístil bombu před vládní budovu v Oslu, což mělo za následek 77 mrtvých a 319 zraněných.

## Státní symboly

### Vlajka
Norská vlajka je tvořena červeným listem o poměru stran 8:11 s tmavě modrým skandinávským křížem s bílým lemem.
Státní vlajka má vzhled odvozený z národní, má však poměr stran 16:27 a je zakončená třemi plameny.  

### Znak
Norský státní znak tvoří na červeném trojúhelníkovém štítu zlatý korunovaný lev ve skoku, držící sekeru stejné barvy, se stříbrnou čepelí. Nad štítem je norská královská koruna.

### Hymna
Norská hymna je píseň Ja, vi elsker dette landet (česky Ano, milujeme tuto zemi). Slova napsal Bjørnstjerne Bjørnson, hudbu složil jeho bratranec Rikard Nordraak. Obvykle se zpívá pouze první a poslední sloka.

## Geografie
Norsko se rozkládá v severní Evropě na západní straně Skandinávského poloostrova a na mnoha ostrůvcích v Severním moři, Norském moři, Barentsově moři a Severním ledovém oceánu. Pevninskými ostrovy jsou Lofoty a severněji ležící Vesterály.
K Norsku také patří:
| Ostrov či souostroví | Rozloha (km²) | Zeměpisné souřadnice             | Geodata (OSM) |
| -------------------- | ------------- | -------------------------------- | ------------- |
| Špicberky (Svalbard) | 62 049        | 78°34′00″ s. š., 18°00′00″ v. d. | OSM, WMF      |
| Jan Mayen            | 373           | 70°58′59″ s. š., 8°30′00″ z. d.  | OSM, WMF      |
| Medvědí ostrov       | 178           | 74°31′00″ s. š., 19°01′00″ v. d. | OSM, WMF      |
| Bouvetův ostrov      | 49            | 54°26′00″ j. š., 3°24′00″ v. d.  | OSM, WMF      |

Kromě toho si Norsko nárokuje část území Antarktidy – Zemi královny Maud a ostrov Petra I.
Na rozloze 385 207 km2 (včetně Špicberk a ostrovu Jan Mayen; bez nich 323 808 km2) převládá na většině území hornatý nebo vysokohorský terén s velkou různorodostí přírodních útvarů způsobených prehistorickými ledovci a pestrou topografií. Nejvýraznější z nich jsou fjordy. Sognefjord je druhým nejhlubším fjordem na světě a s délkou 204 km i nejdelším fjordem na světě. Jezero Hornindalsvatnet je nejhlubším jezerem v Evropě. V Norsku se nachází přibližně 400 000 jezer a 239 057 registrovaných ostrovů. Ve vyšších horských oblastech a ve vnitrozemí kraje Finnmark se celoročně vyskytuje věčně zmrzlá půda. 

### Pevninská část

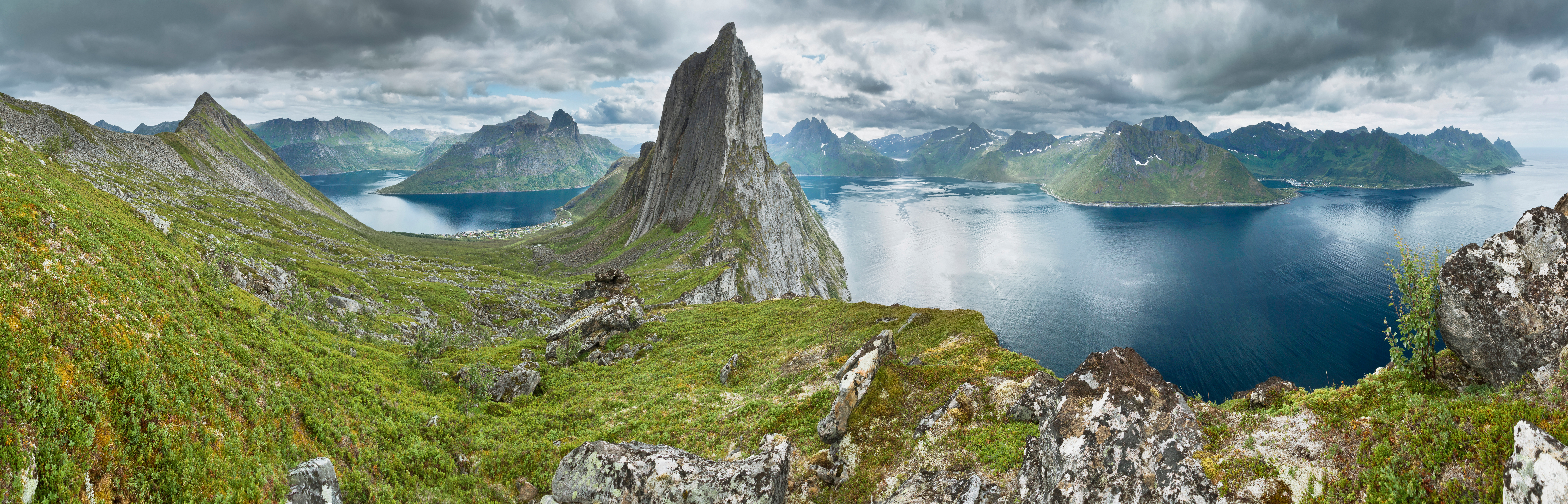
Ostrov Senja v kraji Troms na severu Norska

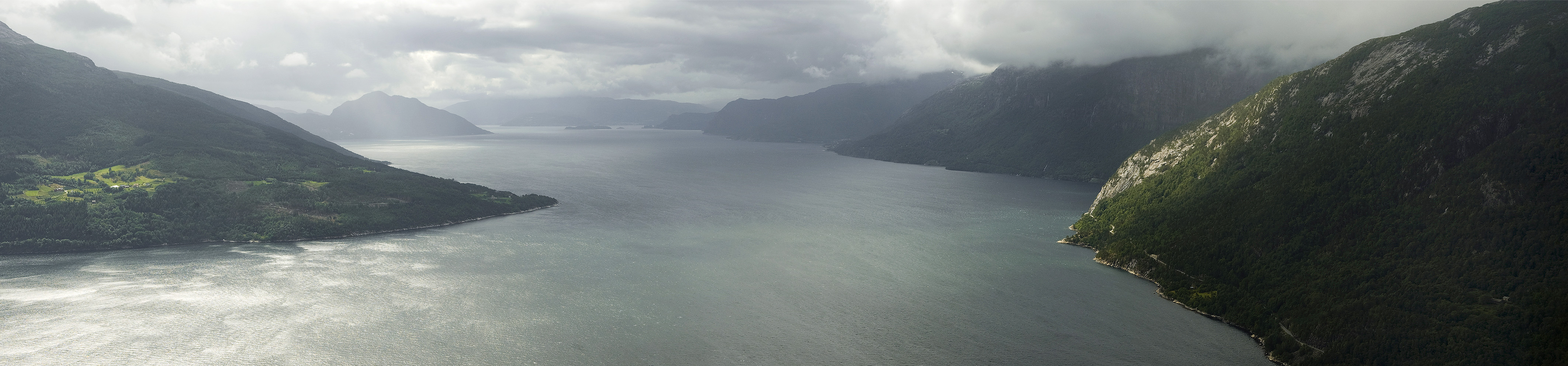
Fjord Hardangerfjord

Kontinentální část Norska leží mezi 58° s. š. (Lindesneský maják 57°59′ s. š., 7°3′ v. d.) a sahá až k nejsevernějšímu výběžku pevninské Evropy na Nordkinnu 71°8′ s. š., 27°40′ v. d.. Tato místa jsou od sebe vzdálená 1700 km.
Reliéf Norska byl modelován mnoha ledovci, na západním pobřeží jsou četné fjordy, které vznikly zatopením ledovcových údolí. Pobřeží jsou členitá, příkrá a fjordová s mnoha drobnými ostrovy a zálivy. K jihovýchodu je pobřeží méně členité a pozvolné, ale přemodelování ledovci je také patrné. Celým Norskem se od jihu táhne Skandinávské pohoří s recentním zaledněním. Nejvyšší horou je Galdhøpiggen s 2469 metry nad mořem, přičemž přibližně polovina území státu leží v nadmořské výšce nad 500 m a čtvrtina nad 1000 m. Ve Skandinávském pohoří se nachází největší ledovec kontinentální Evropy Jostedalsbreen.
Podnebí Norska je ovlivněno oceánem, zejména systémem Golfského proudu. Nejvýrazněji se projevuje větev Norského proudu. Jižní oblasti Norska jsou řazeny k mírnému oceánskému podnebí, vlhkému podnebí západních pobřeží, v Köppenově klasifikaci podnebí označovaného Cfb. Nejvíce srážek spadne na podzim. Severně od Ålesundu až k 70° s. š. se táhne podnebný pás, který odpovídá mírně teplému podnebí západních podnebí s chladným létem (subpolární oceánské podnebí, Cfc). Na východ od Skandinávského pohoří se táhne pás mírně studeného kontinentálního subpolárního podnebí s chladným létem (Dfc). Oblast jižního Skandinávského pohoří je pod vlivem horského podnebí (H). Za polárním kruhem panuje podnebí tundry (ET).
| místo              | nadmořská výška (m) | teplota v lednu (°C) | teplota v červenci (°C) | teplota v roce (°C) | srážky v roce (mm) |
| ------------------ | ------------------- | -------------------- | ----------------------- | ------------------- | ------------------ |
| Blindern (Oslo)    | 94                  | −4,3                 | 16,4                    | 5,7                 | 763                |
| Florida (Bergen)   | 12                  | 1,3                  | 14,3                    | 7,6                 | 2250               |
| Værnes (Trondheim) | 12                  | −3,4                 | 13,7                    | 5,0                 | 892                |
| Langnes (Tromsø)   | 8                   | −3,8                 | 11,8                    | 2,9                 | 1000               |

Z tabulky je patrné, že Norsko je srážkově bohaté. Četné a vodné řeky s velkým spádem jsou velkým norským bohatstvím. Říční síť je hustá, neboť se utvářela jen velice krátce. Spádové křivky řek jsou charakteristicky nevyrovnané. Hlavními řekami jsou: Glomma a Gudbrandsdalslågen (Lågen, Vorma), Dramselv, Numedalslågen (Lågen), Otra, Sira, Namsen, Vefsna, Altelv, Tana, Lundeelv, Songa, Kvenna.
V Norsku jsou četná jezera a silně podmáčené oblasti. Norsko by mohlo být, podobně jako Finsko, nazýváno „Zemí tisíců jezer“. K největším jezerům patří jezero Mjøsa, Røssvatnet, Femunden, Randsfjorden, Tyrifjorden, Snåsavatnet, Tunnsjøen, Limingen, Øyeren a Blåsjø (všechna jezera přesahují 80 km²). Hornindalsvatnet je nejhlubší norské a evropské jezero, jeho hloubka dosahuje 514 metrů.
Půdy jsou v nižších polohách podzolované, ve větších nadmořských výškách Skand jsou půdy slabě vyvinuté. V teplejších částech Norska jsou i luvisoly. Četné je i zastoupení histosolů.

## Vláda a politika

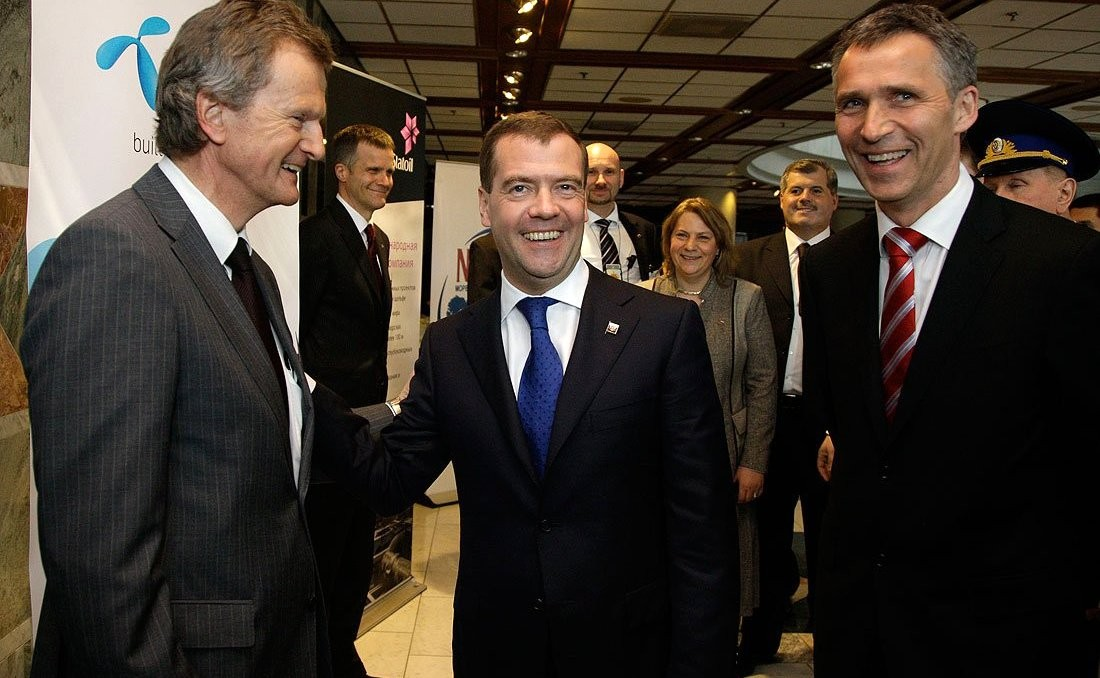
Norský premiér Stoltenberg a ruský prezident Medveděv, Norsko, 2010

Norsko je konstituční monarchií, jejíž oficiální hlavou je král. Současným panovníkem je od roku 1991 král Harald V. (narozen 21. února 1937), současným následníkem trůnu je jeho syn Haakon Magnus (nar. 20. července 1973). Moc zákonodárná je v rukou jednokomorového parlamentu – Stortingu, který je volen na čtyři roky a nemůže být rozpuštěn. Moc výkonná je v rukou norské vlády v čele s ministerským předsedou.
Král je nejen hlavou Norského království, ale stojí také v čele Norské církve, je vrchním velitelem Norských ozbrojených sil a plní reprezentativní funkce. Vládnoucí panovník je také Velmistrem Norského královského řádu svatého Olafa.
Norský parlament sídlí v Oslu. Storting se do roku 2009 dělil na Lagting (horní komora) a Odelsting (dolní komora). V roce 2007 Storting schválil ústavní změnu a roku 2009 vznikl jednokomorový systém. Počet křesel ve Stortingu se měnil: v roce 1882 měl 114 křesel, v roce 1903 117, v roce 1906 123, v roce 1918 126, v roce 1921 150, v roce 1973 155, v roce 1985 157, v roce 1989 165 a od roku 2005 má 169 křesel.

### Politické strany
- Norská strana práce – Det norske Arbeiderparti (DNA) též Arbeiderpartiet (AP)
- Pravice, Norská konzervativní strana – Høyre (H)
- Strana rozvoje – Fremskrittspartiet (FrP)Stoltenberg jako premiér „rudozelené“ vládní koalice během oslav 1. máje v Oslu

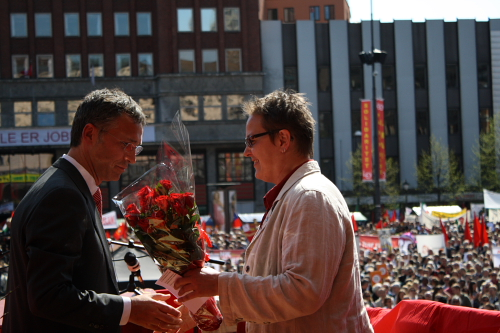
Stoltenberg jako premiér „rudozelené“ vládní koalice během oslav 1. máje v Oslu

- Křesťanská lidová strana – Kristelig Folkeparti (KrF)
- Středová strana – Senterpartiet (Sp)
- Socialistická levicová strana – Sosialistisk Venstreparti (SV)
- Levice, Norská liberální strana – Venstre (V)

### Ekologická politika
Norsko má podobně jako další skandinávské země aktivní politiku ochrany životního prostředí. V poslední době zavedlo např. zákonné restrikce týkající se rtuti nebo bromovaných zpomalovačů hoření, opatření pro snížení emisí oxidů dusíku nebo projekt zachycování a ukládání oxidu uhličitého. Norsko také navrhlo zařazení hexabromcyklododekanu (HBCD), který se v řadě zemí používá jako bromovaný zpomalovač hoření, na černou listinu perzistentních organických látek regulovaných Stockholmskou úmluvou.
Spory vyvolává norské rozhodnutí ignorovat zákaz komerčního lovu velryb, který v roce 1986 vyhlásila Mezinárodní velrybářská komise. Norsko od roku 1993 pravidelně velryby loví a například pro rok 2009 úřady vydaly povolení ulovit pro obchodní účely 885 plejtváků malých (Balaenoptera acutorostrata), kteří patří mezi ohrožené druhy.

### Problematika ochrany dětí
Ochrana dětí a jejich práv v Norsku je zdrojem velkých kontroverzí – někteří ji chválí a mluví o její vysoké úrovni, jiní ji naopak odsuzují a mluví o hrubém porušování práv dětí i rodičů. Kvůli mezinárodně známým sporným případům je země obviňována, že v ní dochází k plánovitému odebírání dětí kvůli finančnímu zabezpečení osvojitelů, které v Norsku činí až 30 000 eur ročně.
V roce 2007 Evropský soud pro lidská práva konstatoval, že Norsko v případu pana Sancheze Cardenase porušilo lidská práva, když mu na základě neprokázaných obvinění zakázalo vídat jeho děti. Kritizovanou praxi však norský úřad na ochranu dětí (Barnevernet) v reakci na soudní rozhodnutí výrazněji nezměnil. Rozličné sporné případy odebrání dětí zahraničním občanům vzbudily pozornost v zahraničních médiích či vyústily v diplomatické a soudní spory Norska a jeho úřadů s řadou států, jako jsou Švédsko, Rusko, Polsko a Indie.
Případ konfiskovaných dětí české matky vyvolal pozornost i v České republice a vedl k tomu, že Norsko bylo kritizováno i na půdě Výboru pro občanské svobody, spravedlnost a vnitřní věci Evropského parlamentu.

## Administrativní dělení

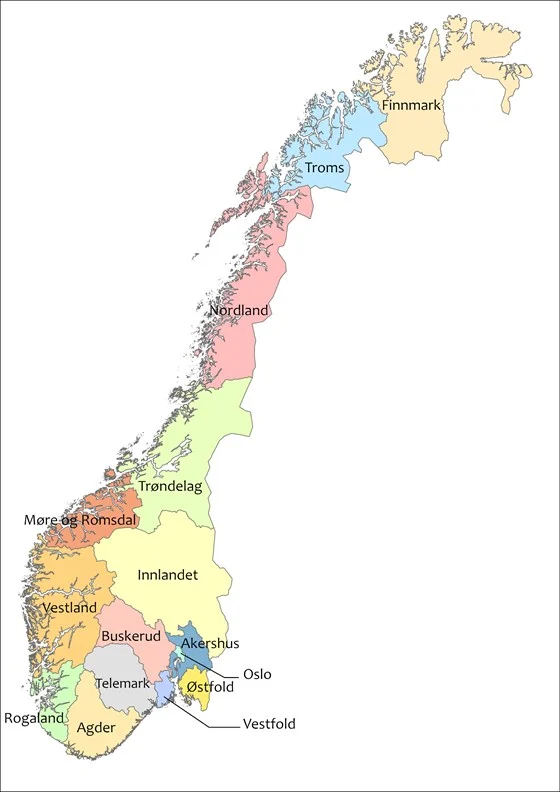
Mapa administrativního členění Norska znázorňuje 15 krajů (od ledna 2024)

Od 1. ledna 2024 je Norsko rozděleno na 15 krajů (norsky fylke) a 356 samosprávných obcí (kommune). Hlavní město Oslo je považováno za kraj a samosprávné město. V každém kraji je král reprezentován guvernérem (fylkesmann).
Norskými kraji jsou:
- Agder – vznikl spojením krajů Aust-Agder a Vest-Agder
- Innlandet – vznikl spojením krajů Oppland a Hordaland (obce Jevnaker a Lunner byly přičleněny do sousedního kraje Viken)
- Møre a Romsdal
- Nordland
- Oslo
- Rogaland
- Troms – znovuobnoven k 1. 1. 2024
- Finnmark – znovuobnoven k 1. 1. 2024
- Trøndelag – vznikl v roce 2018 spojením krajů Sør-Trøndelag a Nord-Trøndelag
- Vestfold – znovuobnoven k 1. 1. 2024
- Telemark – znovuobnoven k 1. 1. 2024
- Vestland – vznikl spojením krajů Hordaland a Sogn a Fjordane
- Østfold – znovuobnoven k 1. 1. 2024
- Akershus – znovuobnoven k 1. 1. 2024
- Buskerud – znovuobnoven k 1. 1. 2024

V Norsku existuje celkem 96 sídel se statusem města. Mezi devět největších z nich patří k 1. červenci 2009:
| Město             | Počet obyvatel | Rozloha (km²) | Hustota zalidnění (obyv./km²) |
| ----------------- | -------------- | ------------- | ----------------------------- |
| Oslo              | 580 229        | 453           | 1280                          |
| Bergen            | 253 600        | 465           | 545                           |
| Stavanger/Sandnes | 122 602        | 71            | 1726                          |
| Trondheim         | 169 343        | 341           | 496                           |
| Kristiansand      | 80 748         | 276           | 292                           |
| Fredrikstad       | 73 175         | 290           | 252                           |
| Tromsø            | 66 901         | 2557          | 26                            |
| Sandnes           | 64 034         | 302           | 212                           |
| Drammen           | 61 958         | 137           | 452                           |

Norsko má rovněž dvě integrální zámořská teritoria, a to ostrovy Jan Mayen a Špicberky. Dále má tři antarktická a subantarktická závislá území: Bouvetův ostrov, Ostrov Petra I. a Zemi královny Maud.

## Ekonomika
Norsko je rozvinutý průmyslový stát s výraznou odvětvovou specializací. Významnou roli hraje rybolov, těžba dřeva, těžba ropy a zemního plynu, a dalších nerostných surovin. Především kvůli případnému omezení těžby ropy a rybolovu Norsko opakovaně odmítlo vstup do EU. Norsko je velkým výrobcem poměrně čisté elektrické energie, která se z více než 99 % vyrábí v hydroelektrárnách.

### Před průmyslovou revolucí

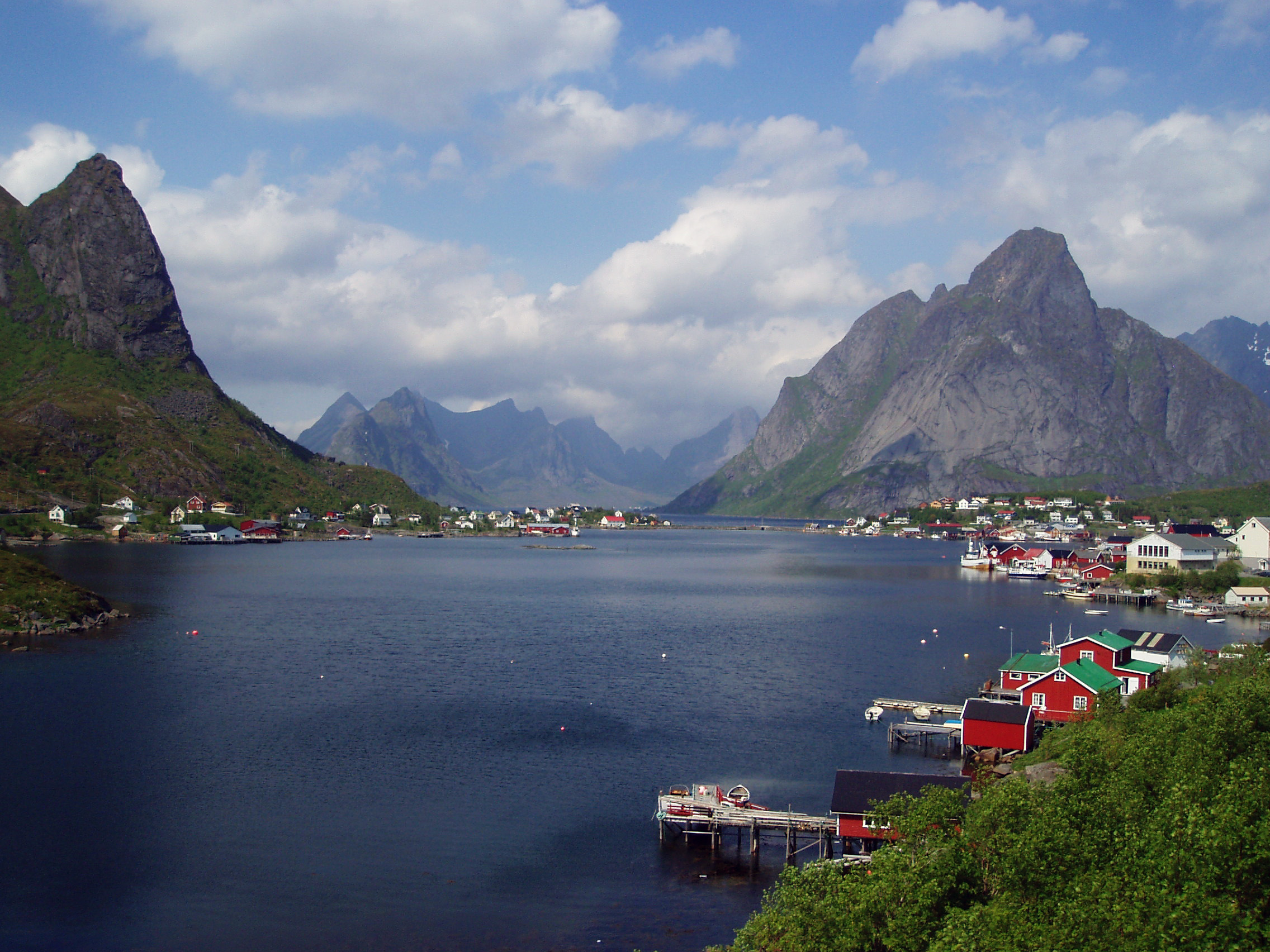
Rybářská vesnice na Lofotech

Před průmyslovou revolucí bylo norské hospodářství založeno převážně na zemědělství a rybolovu. Norové žili v nedostatku, ale hladomory byly vzácné. Kromě několika úrodných oblastí v Hedemarken a Østfold se zemědělská výroba omezovala na obiloviny – oves, žito a ječmen, a hospodářská zvířata – ovce, kozy, skot, prasata a drůbež. Na některých místech bylo zemědělství doplněno lovem.
V severním Norsku (Finnmarka) žije národnostní menšina Sámové, jejíž příslušníci kočovali a kočují se stády sobů, jiní Sámové soby chovají a věnují se rybolovu. Sámové mají právo používat vlastní jazyk sámegiella, velmi podobný finštině a postavený na roveň norštině.
Rybolov byl podél celého pobřeží drsnou a nebezpečnou prací. Rybí populace byly velice hojné, lovili se sledi, tresky, platýsi a další spíše chladnomilnější druhy. S příchodem brambor se Norům značně ulevilo.
Hospodářská situace v Norsku nikdy plně neumožnila rozvoj feudálního zemědělství, přestože někteří králové odměňovali půdou své poddané.
Samostatně hospodařící zemědělci měli a stále mají hlavní podíl při obhospodařování půdy.
Na počátku 19. století byla všechna dostupná zemědělská půda zcela zabrána a mnoho rodin pracovalo v nájmu pachtýřů, to se stalo hlavní hybnou silou norské emigrace do Spojených států a Kanady.
Třída obchodníků a úředníků byla v Norsku jen málo vyvinuta. Jen v některých městech, zejména v Bergenu, vzrůstal obchod s různým zbožím. První skutečně zámožní lidé byli mezi lodními přepravci.

### Průmyslová revoluce

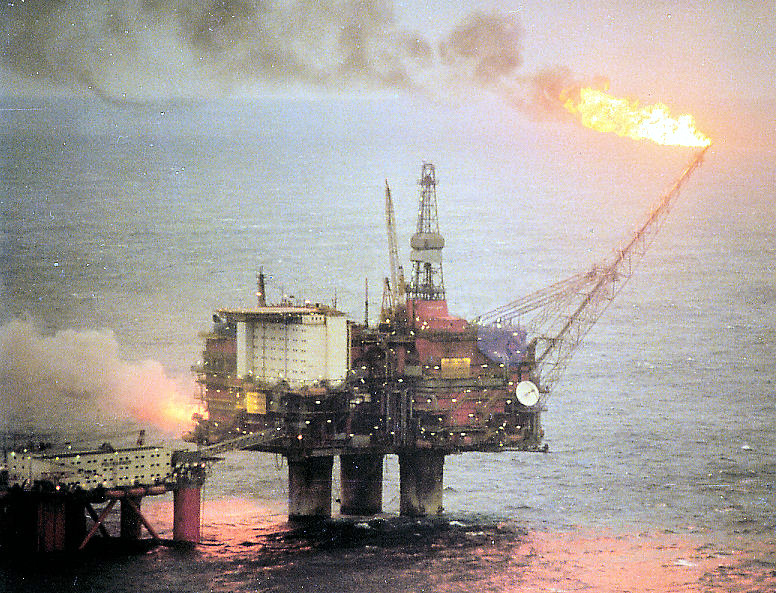
Od 70. let je pilířem norské ekonomiky ropný průmysl

Kromě dolů v Kongsbergu a Rørosu přicházela industrializace v podobě prvních textilních továren, které byly v Norsku budovány v polovině 19. století.
První velké průmyslové podniky byly budovány kolem vodních zdrojů. Samem Eydem bylo roku 1905 založeno Norsk Hydro a průmyslové společnosti začaly růst na místech jako je Rjukan, Odda a jinde.
V roce 1910 norská průmyslová výroba přesáhla výrobu zemědělskou. Přínos průmyslu byl zjevný, kapitál byl více a více dosažitelný. Byly otvírány manufaktury – mlékárny, továrny na zpracování ryb, papírny, hutě, továrny na zpracování dřeva atd. Rozvoj průmyslu měnil i politiku, vedl k zakládání bank, které sloužily dalším potřebám průmyslu.
Do průmyslu odcházel velký počet lidí, které již nebyl schopen pojmout zemědělský sektor. Mzdy v průmyslu začaly přesahovat výdělky v zemědělství. V tu dobu začal dlouhodobý trend snižování podílu obdělávané půdy a trend snižování počtu venkovského obyvatelstva. Pracující třída se stávala výrazným fenoménem Norska, měla vlastní čtvrtě, kulturu a politiku.

## Demografie

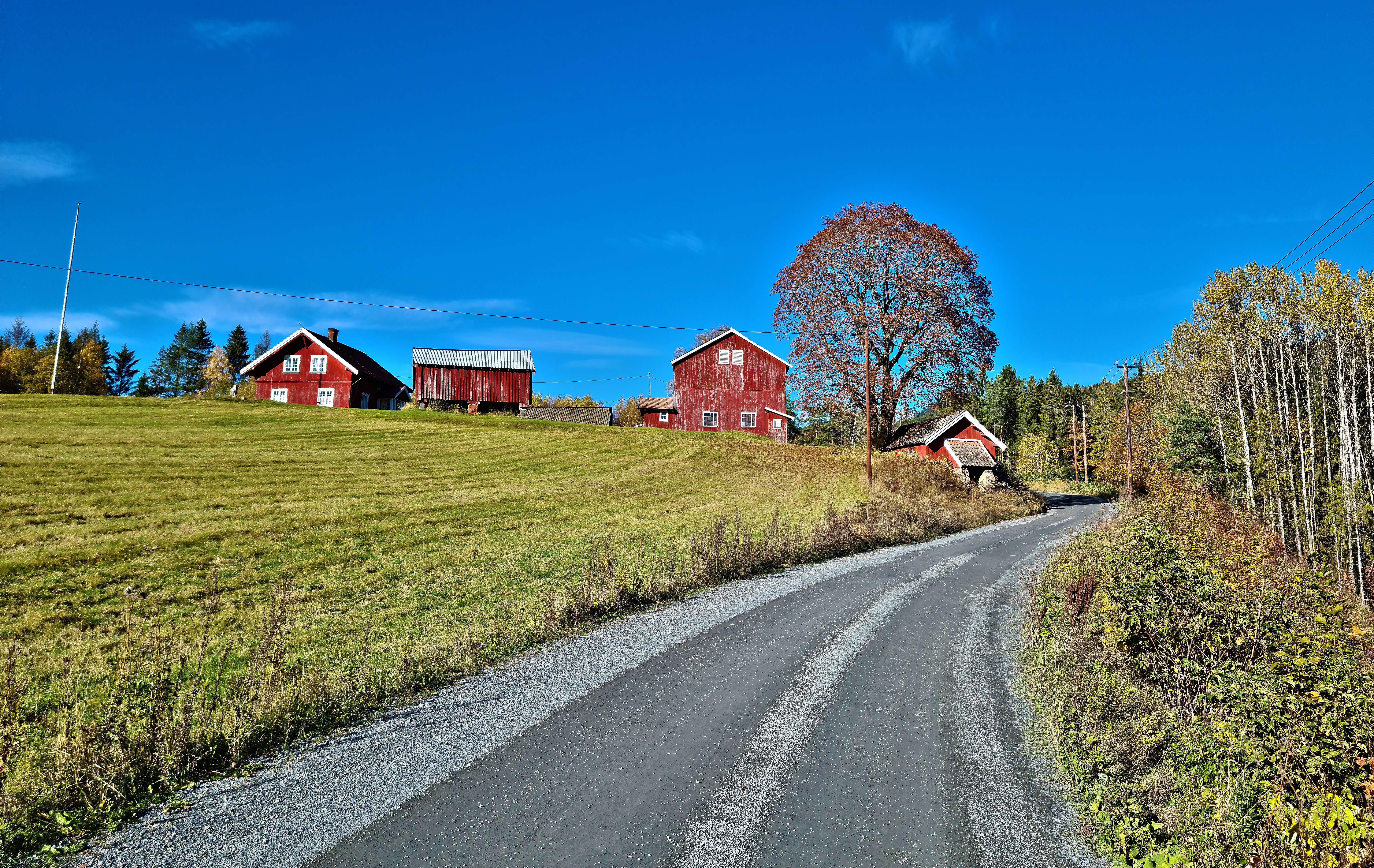
Typické venkovské domy v Norsku

Ve čtvrtém čtvrtletí roku 2024 žilo v Norsku 5 594 340 obyvatel. Etnicky jsou obyvatelé Norska hlavněNorové, což je jsou severogermánské etnikum. Na severu země žije i původní komunita Sámů (Laponců). K norským národnostním menšinám patří Kvenové, Židé, lesní Finové a Romové.
V roce 2024 tvořili přistěhovalci přibližně 17 % obyvatelstva (931 081 osob). Z nich 41, 5 % (386 559) mělo západní původ (Evropa, USA, Kanada, Austrálie a Nový Zéland), zatímco 58,5 % (544 521) mělo nezápadní původ (Asie, Afrika, Jižní a Střední Amerika). Celkem 221 459 osob (4 % populace) byly děti přistěhovalců narozené v Norsku.
Největší skupiny přistěhovalců pocházely z Polska, Litvy, Švédska a Sýrie a od ruské invaze na Ukrajinu v roce 2022 také z Ukrajiny.
V zemi existují dvě oficiální spisovné varianty norštiny. Zatímco bokmål, jazyk více než 80 % obyvatel Norska, je velkou měrou ovlivněn dánštinou, která byla více než 400 let úředním jazykem, nynorsk vychází z venkovských nářečí, která si uchovala staronorské prvky.
Norská vláda podporuje politiku multikulturalismu, která zdůrazňuje prospěšnost kulturní, etnické a náboženské rozmanitosti pro společnost a stát. Vládní koalice premiéra Jense Stoltenberga zahrnula do svého vládního programu prosazování multikulturní společnosti a deklarovala, že „diverzita obohacuje norskou společnost“.

Znak Norské církve

### Náboženství
Norsko má dlouhou tradici státní církve a pozice Norské církve (protestantské-luteránské), která byla jakožto státní již založena, je dosud výjimečná (má zákonný status „lidové církve“). K částečné odluce církve od státu došlo v roce 2012, kdy norský parlament odhlasoval udělení větší autonomie Norské církvi, což potvrdil ústavní dodatek ze dne 21. května 2012. Do té doby museli být parlamentní úředníci členy Norské církve, stejně jako nejméně polovina všech ministrů vlády a všichni členové královské rodiny. Duchovní norské církve byli považováni za státní zaměstnance a ústřední a regionální církevní správy byly součástí státní správy. Odluka se prohloubila od 1. ledna 2017. Ústava však nadále vyžaduje, aby členem Norské církve byl vládnoucí panovník. V roce 2020 bylo asi 68 % Norů členy této církve. I rituály jsou dosud oblíbeny, v roce 2017 bylo pokřtěno asi 53,6 % všech novorozenců a 57,9 % všech 15letých osob bylo v církvi konfirmováno. Na druhou stranu, kostely pravidelně navštěvuje jen okolo 2 % populace.

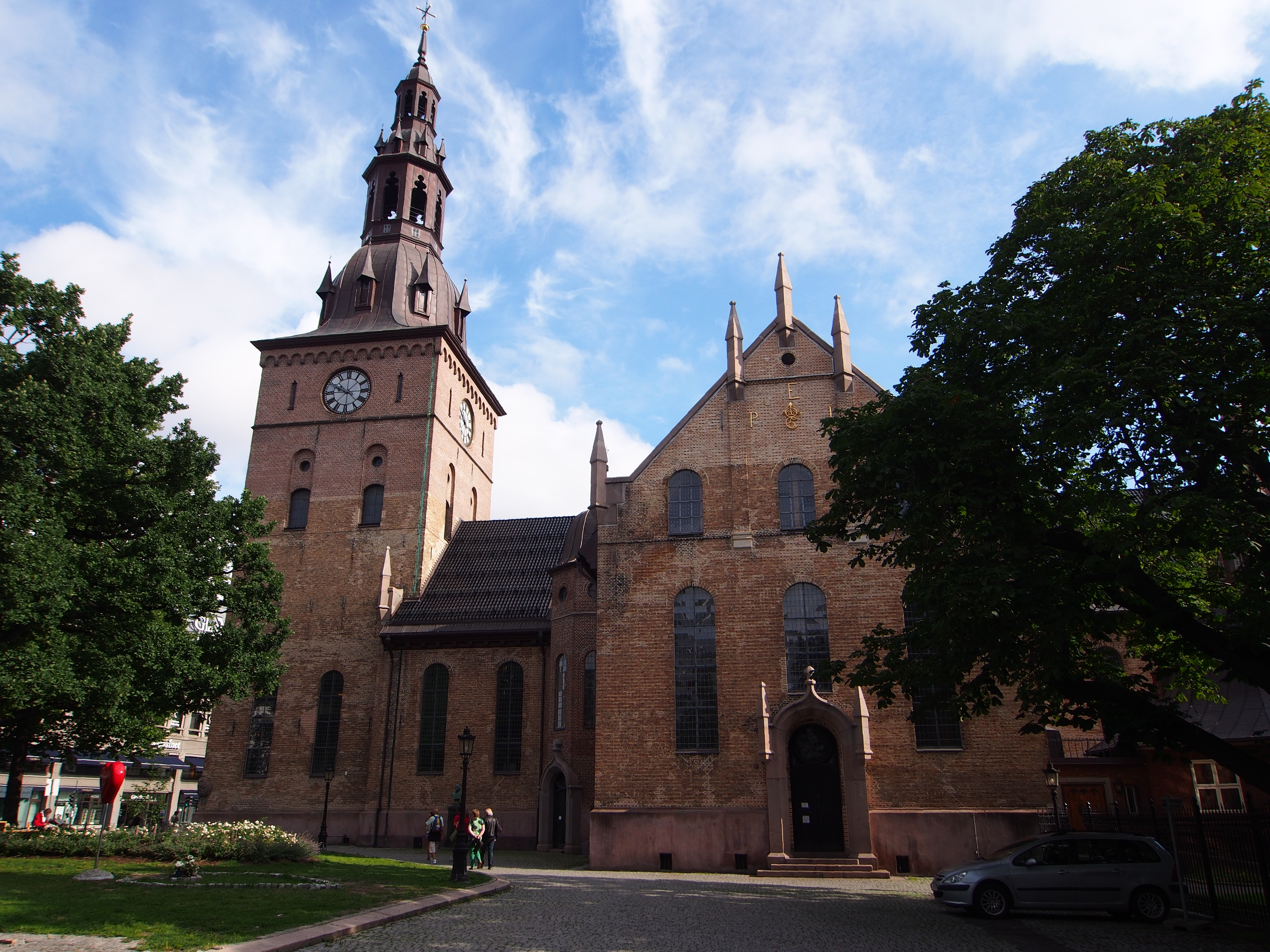
Katedrála v Oslu

Ostatní křesťanské denominace tvoří podle vládních statistik z roku 2009 asi 4,9 % populace. Největší je římskokatolická církev s 83 000 členy. Od roku 2006 do roku 2011 byly nejrychleji rostoucími náboženskými komunitami v Norsku východní ortodoxní křesťanství, jejichž členská základna vzrostla o 80 %. Souviselo to s obrovskou imigrací z Eritreje a Etiopie. Bez vyznání je asi 10 procent obyvatel, zhruba stejně připadá na nekřesťanská náboženství. Mezi nimi je největší islám, muslimské organizace mají 166 861 registrovaných členů (2018), ale vyznavačů bude reálně více, jejich počet rychle roste, například v letech 2006-2010 vzrostl o 48,1 %. Islám vyznávají především somálští, arabští, bosenští, kurdští, pákistánští a turečtí imigranti a jejich potomci. Ostatní náboženství jsou zanedbatelná, buddhismus vyznává 14 000 Norů, hinduismus 5 900, sikhismus 3000, vyznavačů judaismu je jen 819. Existují i pokusy obnovit staré norské pohanství pod názvem Åsatru. Sámská menšina si udržela své šamanistické náboženství až do 18. století, kdy většina konvertovala ke křesťanství pod vlivem dánsko-norských luteránských misionářů. V současnosti se pokus o obnovení této tradice nazývá Noaidevuohta. Norská média informovala již o několika místních celebritách, které navštěvují sámské šamany s prosbou o radu a duchovní vedení. Z ostatních náboženských hnutí vzbudil i mediální zájem případ Svědků Jehovových od roku 2021, když se projednával případ jejich registrace.

### Literatura

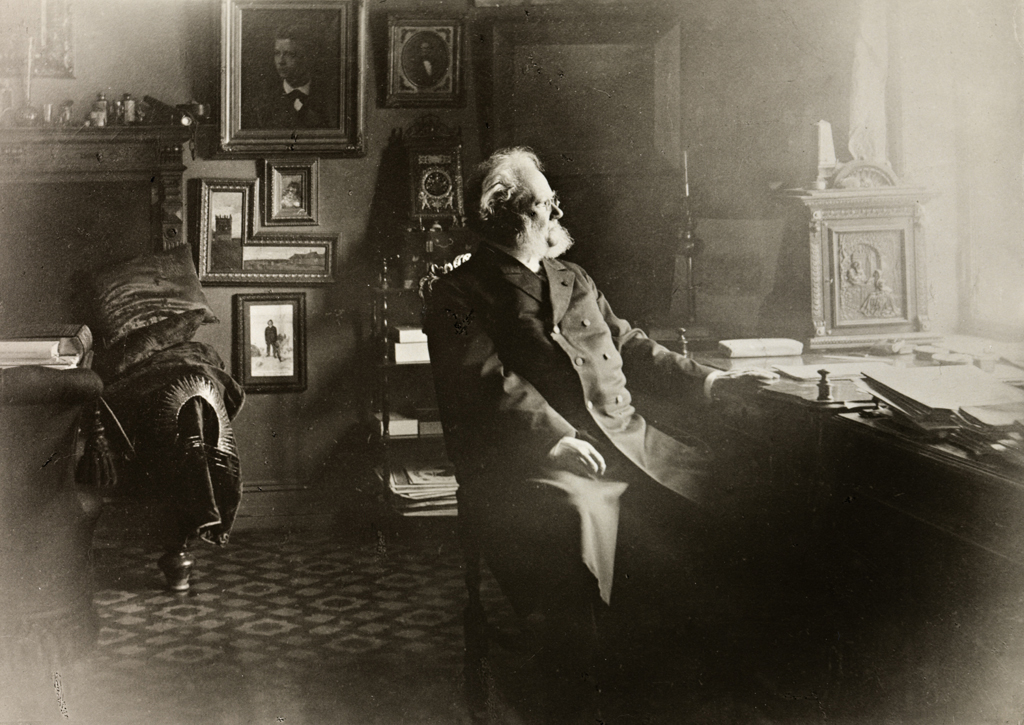
Henrik Ibsen

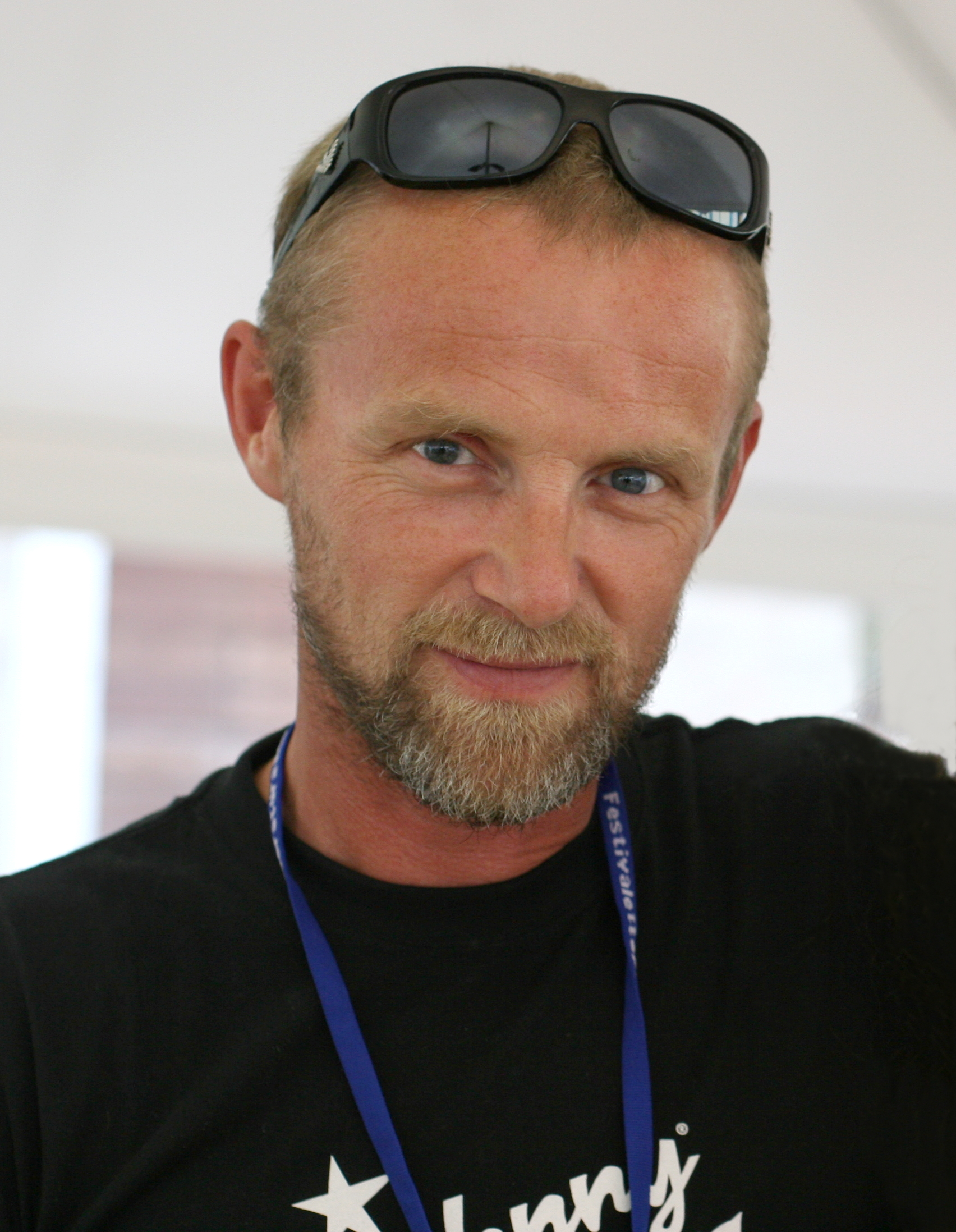
Jo Nesbø

## Kultura

### Výtvarné umění

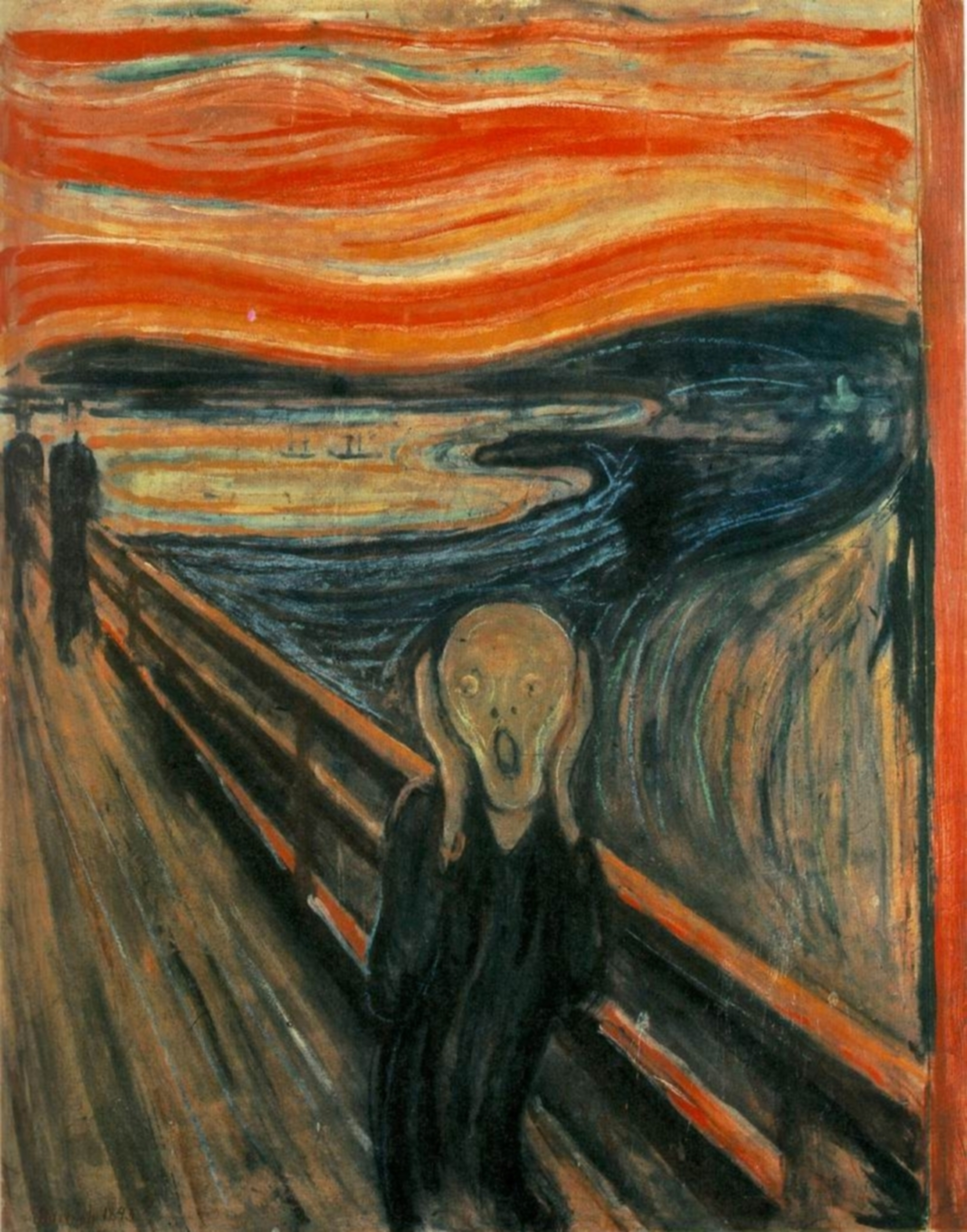
Výkřik Edvarda Muncha

Prehistorii norského výtvarného umění lze vysledovat až ke Skalním rytinám v Altě. Objeveny byly až roku 1973, což způsobilo senzaci, neboť v Norsku mnoho jiných prehistorických památek nalezeno nebylo. Stáří nejstarších rytin bylo určeno na 4200 let př. n. l. V roce 1985 byly rytiny zapsány na seznam světového dědictví UNESCO. Nejslavnějším norským malířem je bezpochyby Edvard Munch. Jeho obraz Výkřik patří nejen k hlavním symbolům modernistického umění (v tomto případě expresionistického), ale i k nejznámějším obrazům světa vůbec. K vidění je dnes v Munchově muzeu v Oslu. Munch byl žákem významného naturalistického malíře Christiana Krohga. Peter Nicolai Arbo se specializoval na motivy z norské historie a ze severské mytologie, Hans Gude byl mistrem romantické krajinomalby. Theodor Kittelsen se proslavil v Norsku jako ilustrátor starých bájí a lidových pověstí.
Nejznámějším sochařem je Gustav Vigeland, proslul především svou instalací 212 bronzových a žulových soch v parku Frognerparken v Oslu (Vigelandsanlegget) a vytvořením medaile Nobelovy ceny za mír. Originálním výtvarným dílem je též Sverd i fjell na okraji Stavangeru ve tvaru tří mečů zabodnutých do země. Od roku 1983 připomíná bitvu u Hafrsfjordu z roku 872.

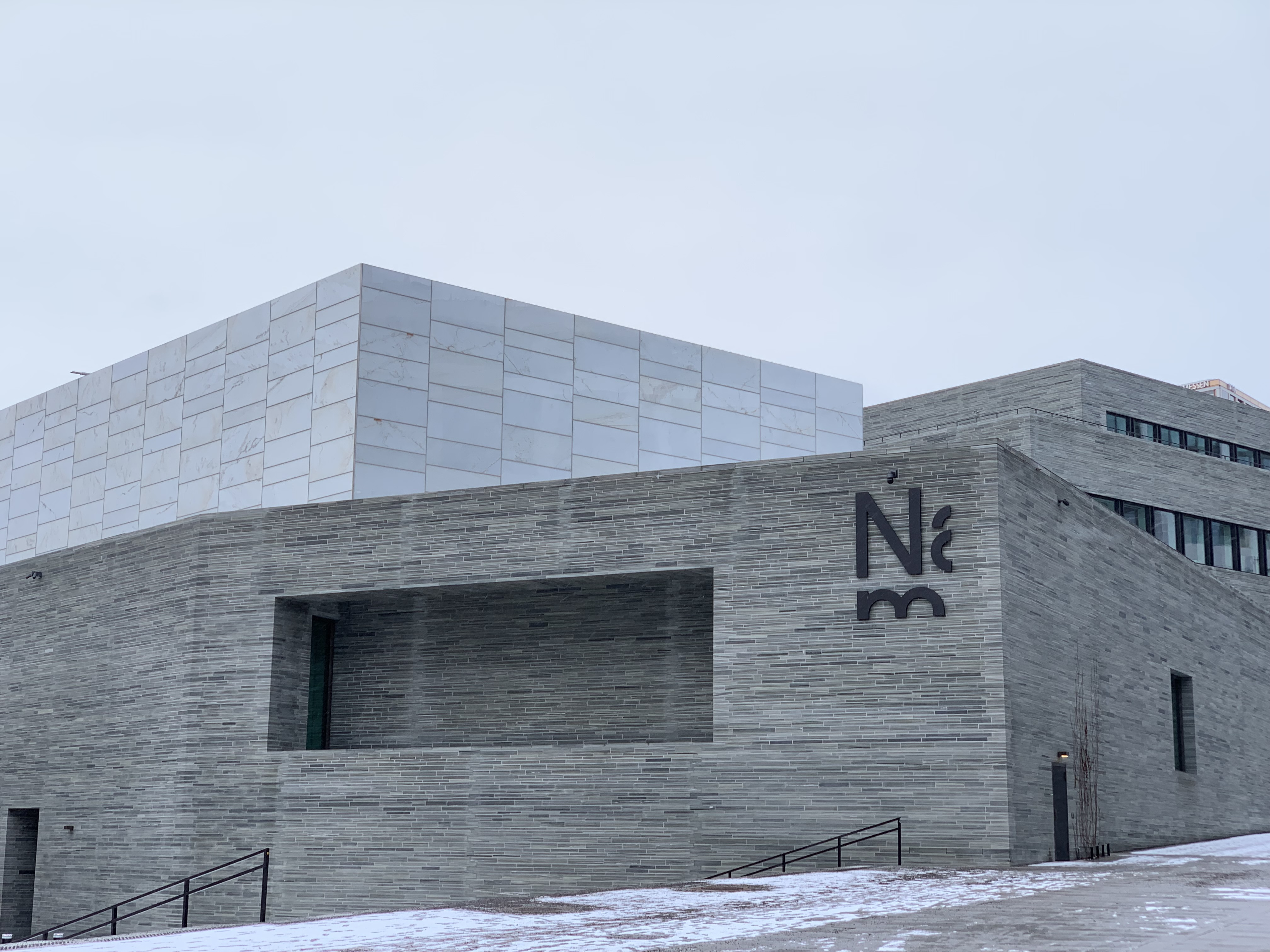
Národní muzeum umění, architektury a designu

Vedle Munchova muzea je nejvýznamnějším výstavním prostorem v zemi Národní muzeum umění, architektury a designu v Oslu. Vzniklo roku 2003 sloučením Muzea architektury, Muzea lidového umění, Norské národní galerie a Norského státního muzea. Jeho kořeny sahají k roku 1837. V roce 2022 bude otevřena nová budova muzea, čímž se z něj stane největší umělecké muzeum v severských zemích.
První norská fotografie je datována rokem 1839, kdy Hans Thøger Winther přivezl svůj první fotoaparát. Nejstarší dochovaná fotografie je jeden z jeho prvních snímků z roku 1840. Daguerrotypie se rozšířila ve čtyřicátých letech, kdy si mnoho pionýrských fotografů otevíralo ve větších městech ateliéry zaměřené především na portrétní fotografii. Do menších obcí fotografové přicházeli s mobilním zařízením. Mezi fotografy byl významný podíl žen. Thøger Winther publikoval množství novinových článků na téma fotografie a nakonec v roce 1845 i knihu fotografických návodů. Významnou pozici zaujímá v norské fotografii také krajinářská fotografie, která zde zapustila kořeny okolo roku 1860. Marcus Selmer je považován za jednoho z prvních krajinářů, ale nejsystematičtější úsilí cestování a fotografování krajiny věnovali Knud Knudsen a Švéd Axel Lindahl. Jako v mnoha zemích byl vývoj techniky, řemesla a umění fotografie v Norsku mimo jiné důsledkem změn technologie, zlepšování ekonomických podmínek a míry uznání fotografie jako svéprávné formy umění.

### Památky

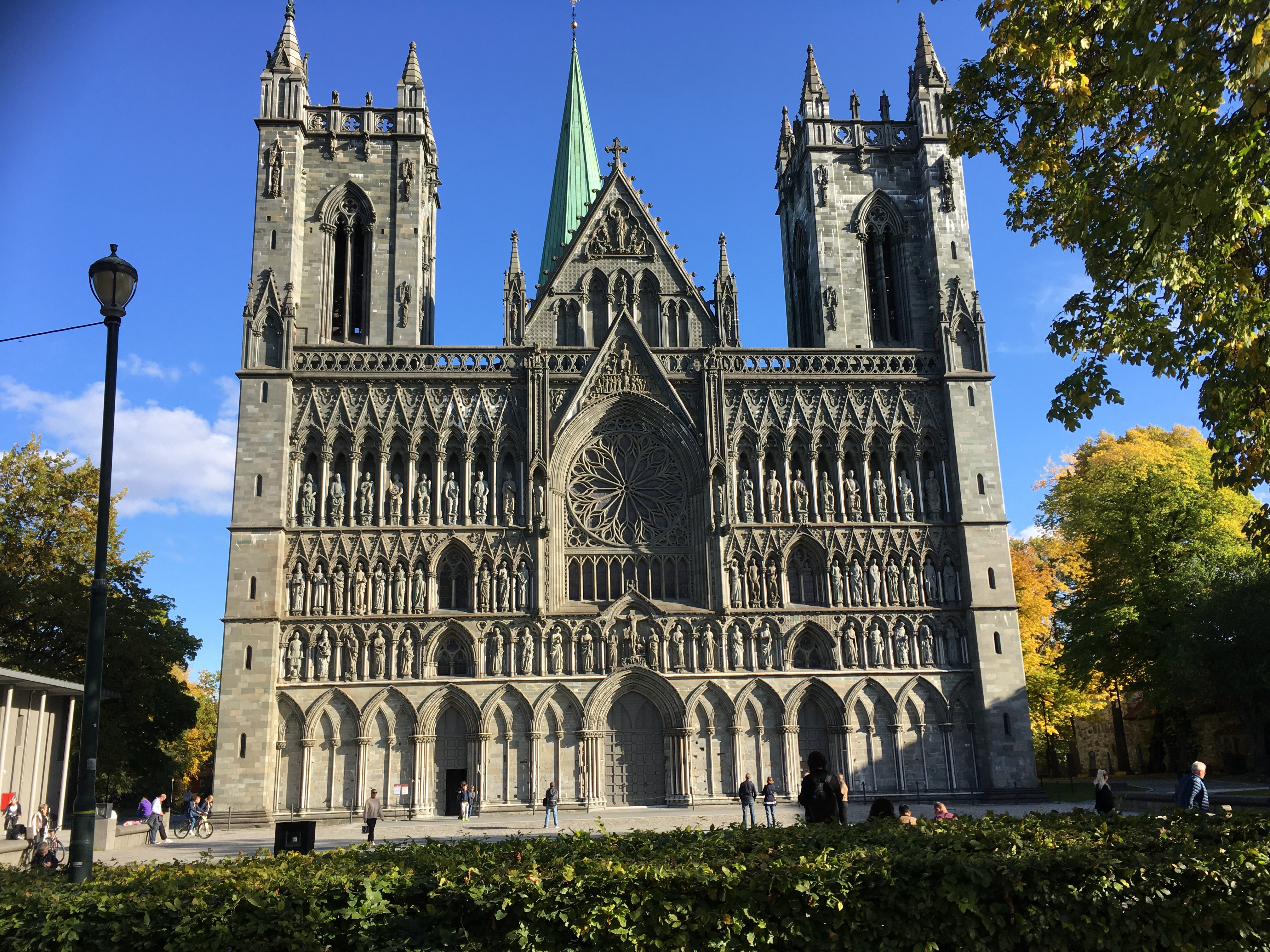
Nidaroský dóm

Roubený kostel v Urnesu, postavený ve 12. století, se dostal na seznam Světové dědictví. Tradičním severským druhem roubených kostelů byly tzv. sloupové. Typickou ukázkou takové stavby je sloupový kostel v Borgundu. Nejvýznamnější sakrální stavbou Norska je ovšem Nidaroský dóm v Trondheimu, největší gotický chrám v celé Skandinávii, kde byli korunováni norští králové. Ke slavnostním účelům dnes královská rodina a vláda používá zejména katedrálu v Oslu, postavenou v 17. století. Významnou středověkou gotickou památkou je i katedrála ve Stavangeru a hrad Akershus v Oslu, kde původně sídlili norští králové, ale k tomuto účelu od 19. století slouží klasicistní Královský palác v Oslu. Typická městská severská architektura je k vidění na proslulém nábřeží v bergenské přístavní čtvrti Bryggen. I tato čtvrť se roku 1979 dostala na seznam Světového dědictví. 

Budova Opery v Oslu

K modernistických chloubám Norska patří radnice v Oslu postavená v roce 1950 a z pozdního modernismu pak koncertní hala Grieghallen v Bergenu dokončená roku 1978 nebo Arktická katedrála z roku 1965. Éra ropného blahobytu posledních let pak přinesla řadu odvážných staveb, k nejznámějším patří Opera v Oslu, otevřená roku 2008.
Nejznámějším norským architektem je Sverre Fehn, nositel prestižní Pritzkerovy ceny. K jeho nejznámějším stavbám na území Norska patří Norské muzeum ledovce (Norsk Bremuseum) ve Fjærlandu.
K nejnavštěvovanějším muzeím v Norsku patří Muzeum Kon-Tiki v Oslu, kde si lze prohlédnout zbytky slavného voru Kon-Tiki Thora Heyerdahla, nebo Muzeum Fram s lodí Fram, na níž se Roald Amundsen vypravil k dobytí jižního pólu, a lodí Gjøa, s níž jako první proplul Severozápadním průjezdem v Kanadě.

### Hudba

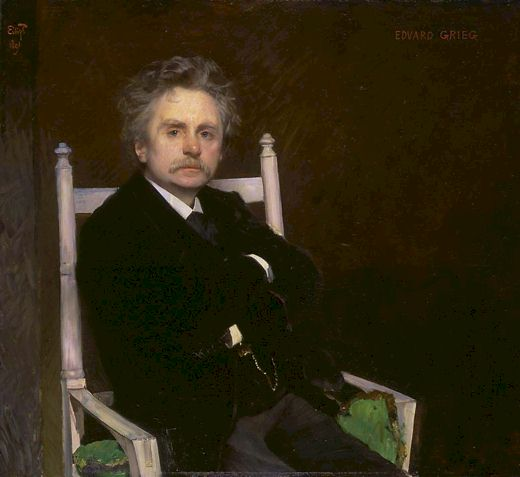
Edvard Grieg

Světově proslulým hudebním skladatelem je Edvard Grieg. Ke známým skladatelům patří i Johan Svendsen nebo Johan Halvorsen, v současnosti například Marcus Paus. Rikard Nordraak složil norskou státní hymnu Ja, vi elsker dette landet (Ano, my milujeme tuto zemi). Z interpretů lze vzpomenout houslistu Ole Bulla nebo operní pěvkyně Kirsten Flagstadovou a Sissel Kyrkjebø, jež mj. zazpívala olympijskou hymnu na zahajovacím ceremoniálu zimních olympijských her v Lillehammeru roku 1994.

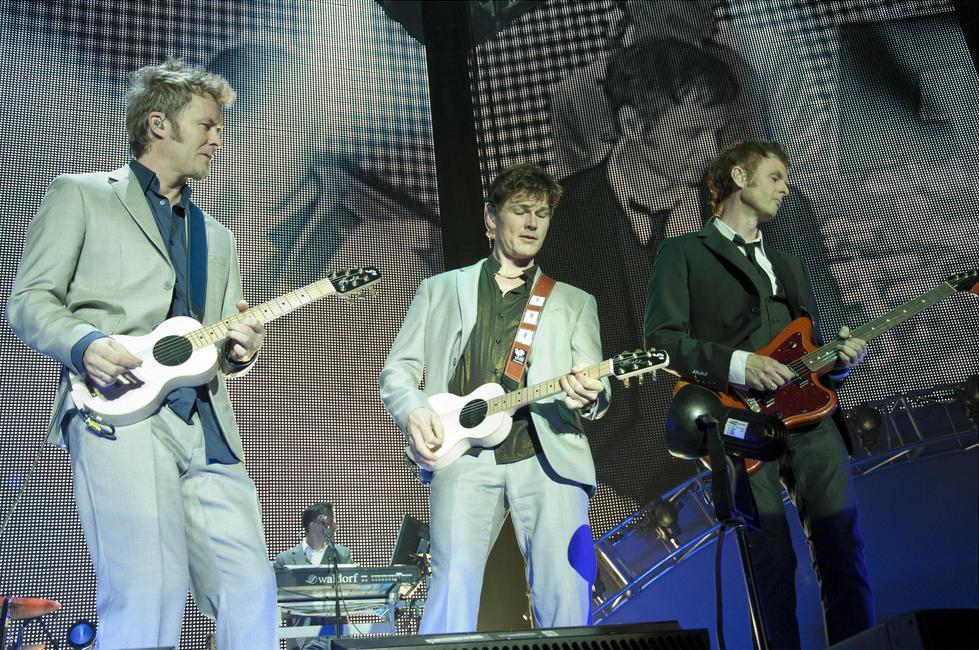
A-ha

Členkou legendární švédské popové skupiny ABBA byla i Norka Anni-Frid Lyngstadová. V populární hudbě se prosadila v 80. letech synthpopová skupina A-ha s frontmanem Mortenem Harketem. Zpěvačka Lene Nystrømová se v 90. letech proslavila v eurodancové skupině Aqua. Rolf Løvland, jako součást dua Secret Garden, jež vytvořil s Irkou Fionnualou Sherryovou, vyhrál v roce 1995 soutěž Eurovison Song Contest, deset let předtím se to samé podařilo skupině Bobbysocks! Mezinárodní verzi soutěže Pop Idol vyhrál v roce 2004 Kurt Nilsen. V současnosti se v populární hudbě prosazuje například Alexander Rybak, Aurora, Sigrid nebo Marit Larsenová a Marion Ravenová (jež spolu původně vytvářely duo M2M). Úspěšná je také dívčí skupina Katzenjammer a z mladší generace duo Marcus & Martinus.

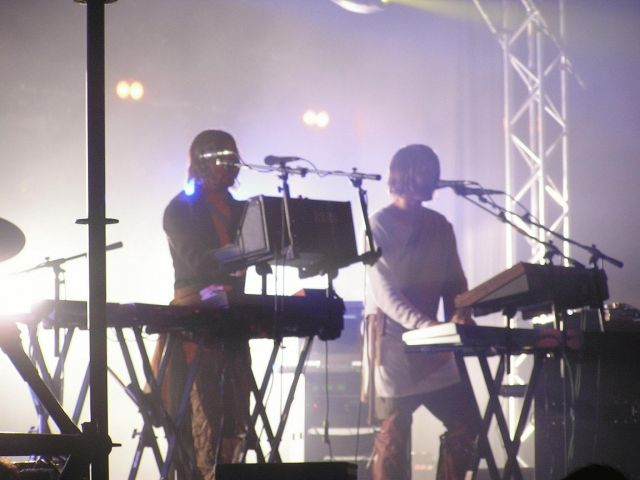
Röyksopp

Silně se rozvíjí i elektronická hudba. Celosvětově úspěšným se stal DJ Alan Walker, a to především svým hitem Faded z roku 2015 (vokály nazpívala Iselin Solheimová). V žánru slaví úspěchy i duo Röyksopp, Ulver nebo DJ Kygo. Reprezentantem norského hip hopu je především skupina Madcon.

Nejslavnějším norským jazzovým hudebníkem je saxofonista Jan Garbarek. K folku je řazena skupina Wardruna, sámská zpěvačka Mari Boine nebo dvojice Kings of Convenience, ke country někdy zpěvačka Lene Marlinová.

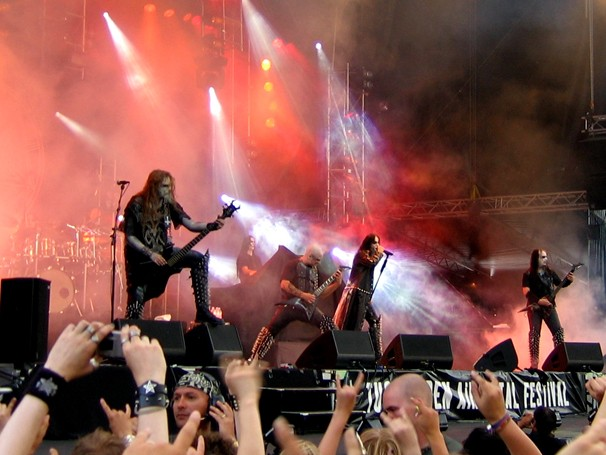
Dimmu Borgir

V polovině 80. let 20. století se v Norsku začal rozvíjet hudební subžánr heavy metalu zvaný black metal. Mezi první kapely patřily Mayhem, Burzum, Darkthrone a mnoho dalších. V současnosti patří k nejznámějším skupinám Dimmu Borgir, Immortal, Gorgoroth, Tristania, Satyricon, Carpathian Forest nebo Emperor. Jednou z nejvýraznějších osobností black metalu byl Øystein Euronymous Aarseth, který byl v roce 1993 zavražděn Vargem Vikernesem, který zároveň podpálil několik křesťanských kostelů za účelem pomstít vymýcení původního náboženství ve Skandinávii. Mezi témata black metalu patří temnota a misantropie, často rozebírá stinné stránky lidské historie. I když mnoho kapel používá ve svých textech satanismus jako téma, jde spíše o metaforické vyjádření, které pramení z nenávisti vůči náboženstvím, církvím a jiným, z jejich pohledu, pochybným hodnotám. Black metal osvětluje dokument Until the Light Takes Us z roku 2008. V jiných metalových žánrech se prosadily například extremmetalová skupina Enslaved, reprezentanti symfonického metalu Leaves' Eyes nebo gotickometalové skupiny Theatre of Tragedy a Sirenia. Od roku 1989 je aktivní skupina Turbonegro, která svůj žánr označuje za death-punk, ale lze ji zařadit k hard rocku.

### Film

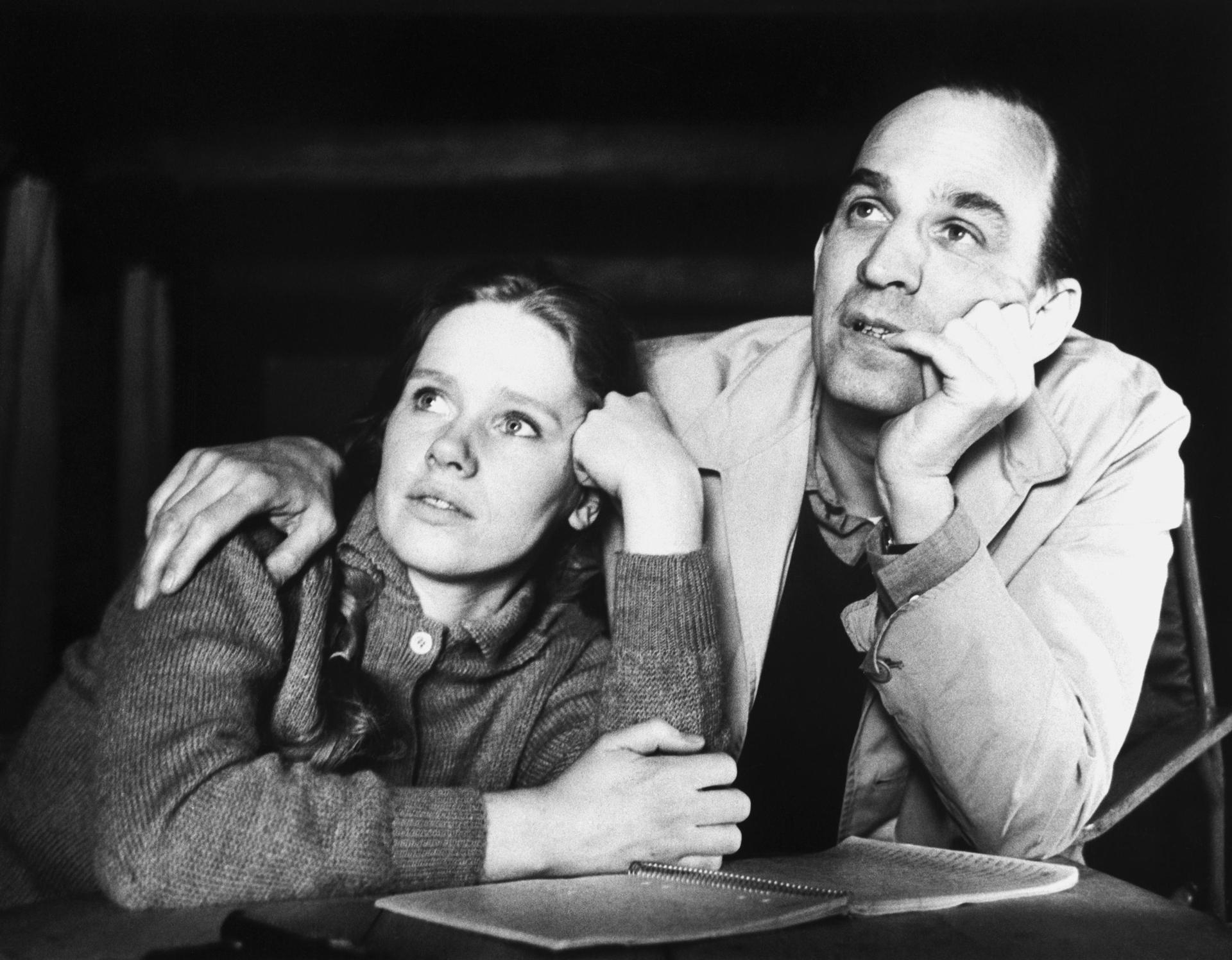
Liv Ullmannová s Bergamanem

Na Oscara byli nominováni režiséři Morten Tyldum nebo Nils Gaup. V Norsku vznikají také kvalitní velkofilmy jako například Max Manus z roku 2008 o norském odbojáři z druhé světové války a také filmová adaptace románu Joa Nesbøho Lovci hlav z roku 2011. V obou filmech ztvárnil hlavní roli populární norský herec Aksel Hennie.
Mezinárodního úspěchu dosáhl norský televizní seriál Okupace (Okkupert) z let 2015–2017. Unikátním projektem byl též televizní seriál Skam.
Oceňovanou dokumentaristkou se stala Deeyah Khanová. Již proslulý dokument Thora Heyerdahla Kon-Tiki získal v roce 1951 Oscara.
Ve filmech švédského režiséra Ingmara Bergmana se proslavila norská herečka Liv Ullmannová. V televizi a na Youtubu se fenoménem stalo komediální duo Ylvis. Seriál Hra o trůny proslavil norského herce Kristofera Hivjua, seriál Proč? 13x proto Alishu Boeovou.

### Kuchyně

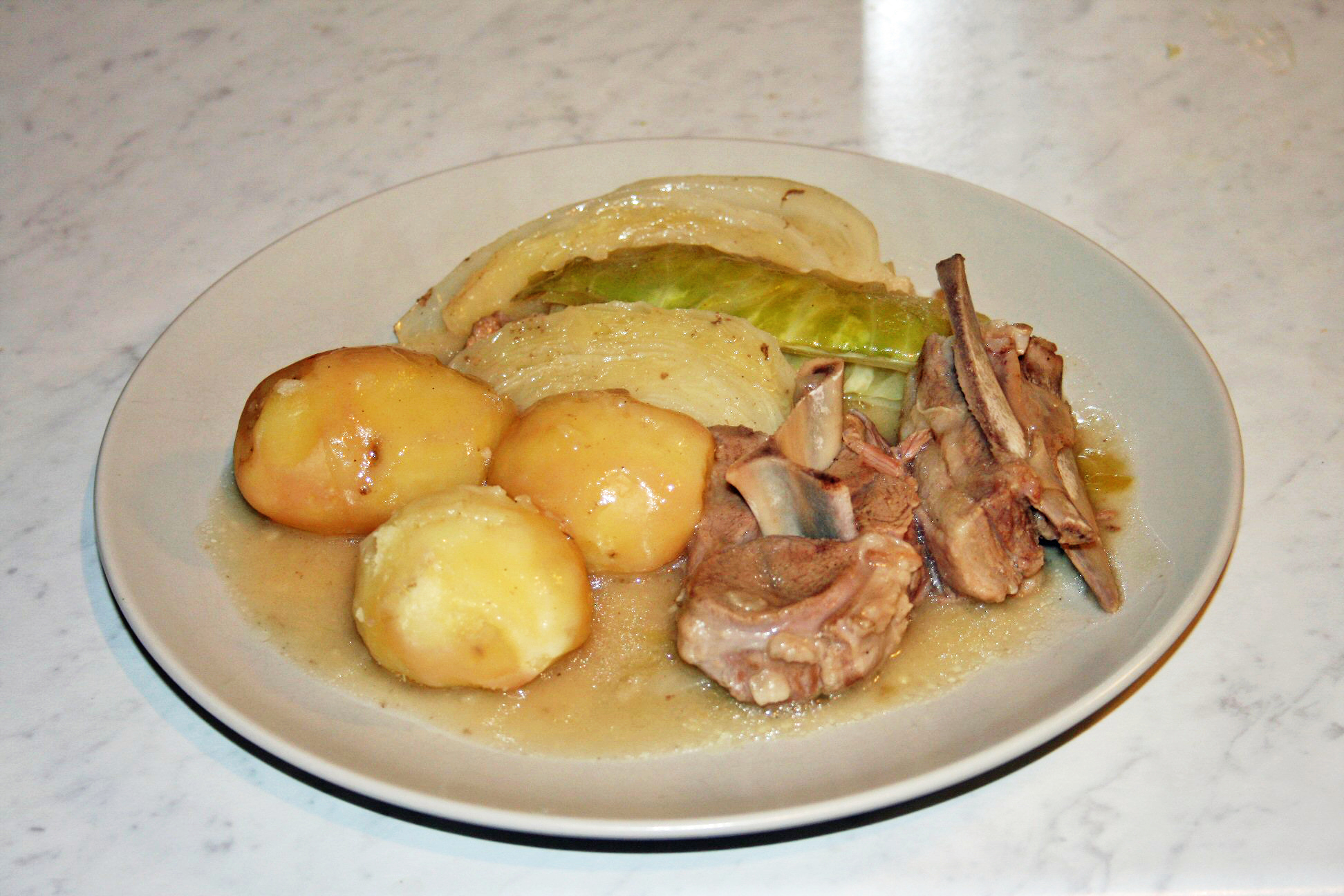
Fårikål

Většinou se tvrdí, že skandinávská kuchyně je velice „obyčejná“ – skromná, málo nápaditá. Pravdou je, že ta norská se snaží myslet velmi tradičně. Používají se postupy a suroviny známé už z dob Vikingů, hlavní surovinou jsou různá masa – klasické je maso jehněčí a zvěřina jako sob a los. Masa se upravují hlavně vařením ve vodě nebo pečením. Tradičními recepty jsou fårikål – vařené jehněčí, finnbiff – vařené sobí maso s houbami a krémovou omáčkou, elggryte – vařené losí maso s cibulí a jalovcem.
V norském jídelníčku mají velké zastoupení ryby a „dary moře“. Celosvětově známý je norský losos a lososí tatarák (laksetartar). Hojně se využívá treska, ale i ryby sladkovodní z jezer a řek – specialitou je pstruh (ørret) z Hardangerviddy. Unikátní chuť má velrybí maso – z něj jsou připravované různé druhy steaků (hvalbiff). Rybáři ze severských krajů konzumují i maso tuleňů.
Přílohou v Norsku jsou brambory a kořenová zelenina. Norové také konzumují sýry a výrobky z mléka, zvláštní karamelovou příchuť má tradiční sýr Brunost, vyráběný jak z kravského, tak i kozího mléka. V norském jídelníčku nechybí také dezerty: vafle se zakysanou smetanou a různými druhy marmelád a džemů z lesního ovoce nebo Lofotských jahod.
Dnes je Norsko jedním z předních spotřebitelů mražené pizzy Grandiosa. Populární je také mexické tacos (Tex-Mex).

### Věda

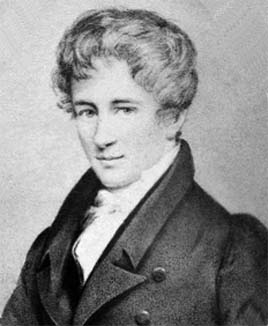
Niels Henrik Abel

Proslavená je norská matematická škola. Jedním z nejvýznamnějších světových matematiků byl Niels Henrik Abel, který se věnoval zejména funkcionální analýze. Jmenuje se po něm dnes Abelova cena, kterou uděluje každoročně norský král, a která je někdy nazývána "Nobelovou cenou za matematiku". Sophus Lie vytvořil teorii spojité symetrie, Atle Selberg nebo Viggo Brun se věnovali rozvíjení teorie čísel, Caspar Wessel jako první nabídl geometrickou interpretaci komplexních čísel, Peter Ludwig Mejdell Sylow rozvinul teorii grup, Axel Thue je označován za zakladatele formálních jazyků, Lennart Carleson se specializoval na harmonickou analýzu.
Není tudíž divu, že rozvinutá je tradičně v Norsku (jako i v jiných skandinávských zemích) také informatika. Například programátoři Ole-Johan Dahl a Kristen Nygaard byli tvůrci programovacího jazyka Simula 67. Nobelovu cenu za fyziku získal Ivar Giaever, za chemii Lars Onsager a Odd Hassel, za fyziologii May-Britt Moserová a její manžel Edvard Moser. Vilhelm Bjerknes je zakladatelem moderní meteorologie. Gerhard Armauer Hansen objevil bakteriálního původce lepry. Linného žákem byl botanik Martin Vahl. Mineralog Victor Goldschmidt patří k zakladatelům geochemie. Kristian Birkeland přišel jako první s myšlenkou, že polární záři způsobují elektrické výboje ze Slunce. Harald Ulrik Sverdrup byl významným oceánografem.

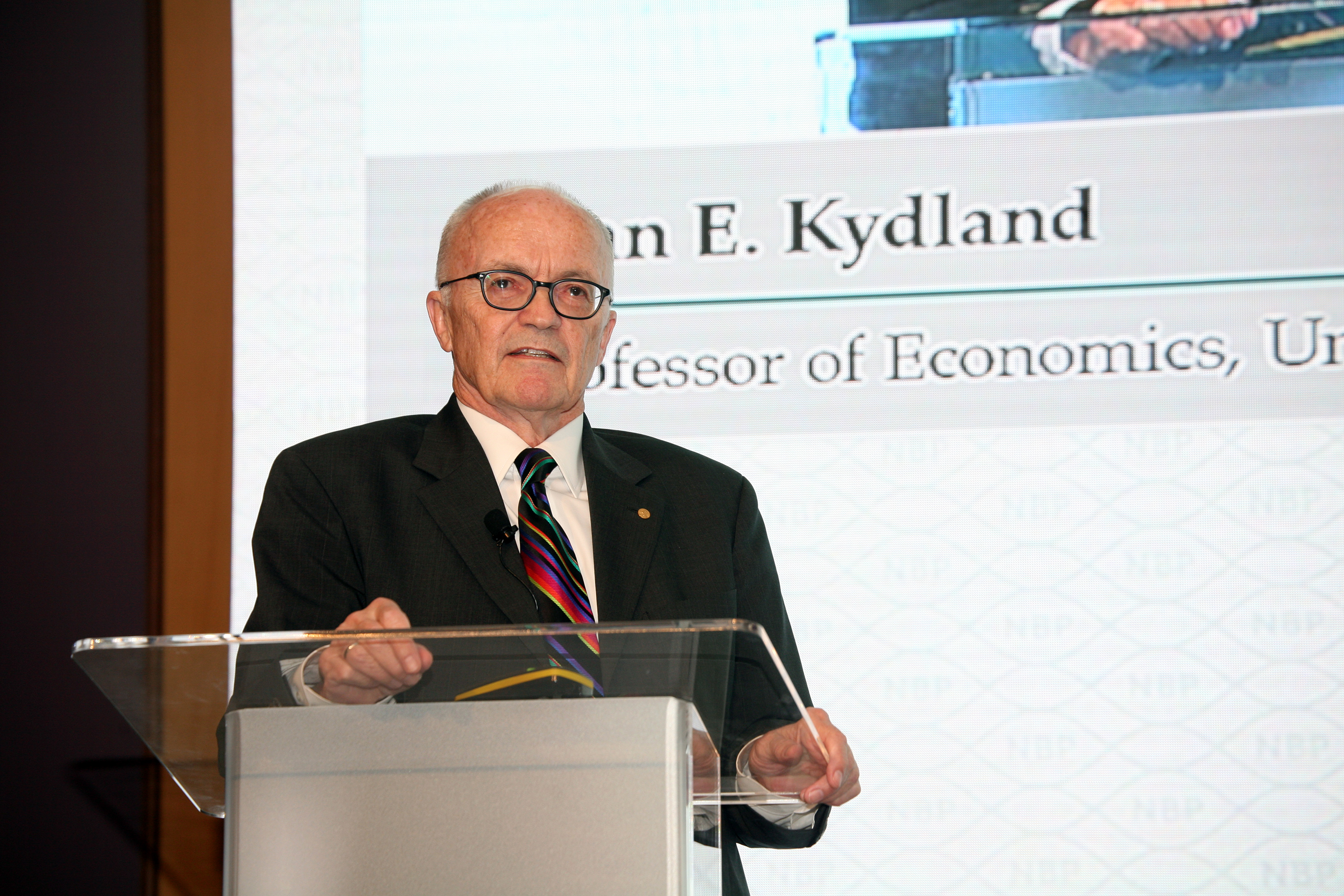
Finn E. Kydland

Ragnar Frisch, Finn E. Kydland a Trygve Haavelmo získali Nobelovu cenu za ekonomii. V dalších humanitních a sociálních vědách získali věhlas "zelený filozof" Arne Næss či sociolog Stein Rokkan. V politologii je průkopníkem výzkumu míru a konfliktů Johan Galtung, autor známých pojmů „pozitivní mír“ a „negativní mír“. Významným sociálním antropologem je Fredrik Barth, věnuje se především tématu etnicity. Kodifikátorem jedné ze dvou oficiálních verzí spisovné norštiny, nynorsku, byl lingvista Ivar Aasen.

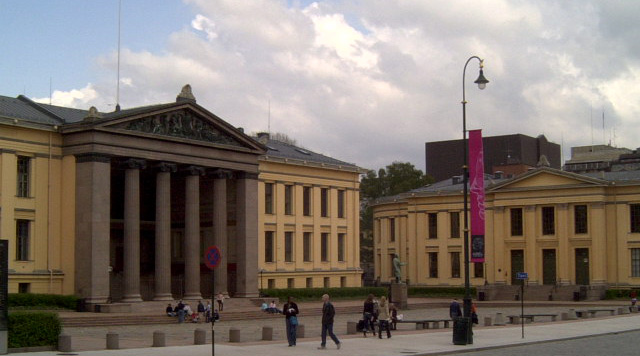
Univerzita v Oslu

Základním stavebním kamenem norské vědy jsou univerzity. V Šanghajském žebříčku, který tradičně hierarchizuje nejlepší vysoké školy na světě, má Norsko (k roku 2021) jednu univerzitu v první stovce - je jí Univerzita v Oslu, která je vyhodnocena jako 61. nejlepší na světě. Jde o nejstarší norskou univerzitu, byť založena byla až poměrně pozdě, roku 1811. Až do roku 1946 šlo o jedinou univerzitu v zemi, proto není neobvyklé ji v Norsku označovat prostě jako "univerzita" (universitetet). V letech 1947-1989 a znovu od roku 2020 se v atriu univerzity předávají Nobelovy ceny míru. Od roku 2003 se tamtéž předává i prestižní matematická Abelova cena.

### Sport

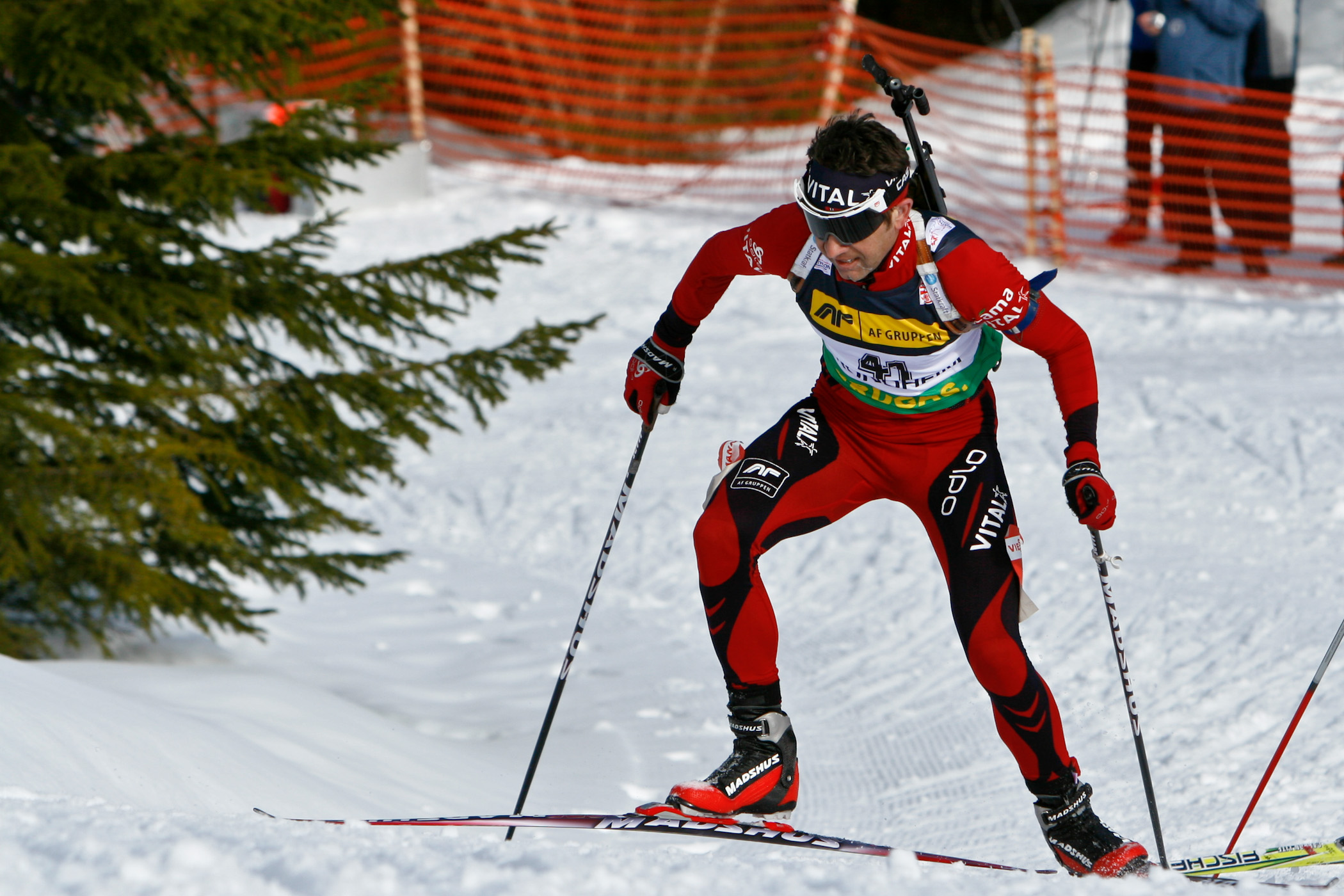
Ole Einar Bjørndalen

Norsko vede historickou medailovou tabulku zimních olympijských her. Osm zlatých olympijských medailí má biatlonista Ole Einar Bjørndalen, běžec na lyžích Bjørn Dæhlie a lyžařka Marit Bjørgenová. Společně tak drží rekord v počtu zlatých medailí ze zimních her. Pět zlatých má lyžař Thomas Alsgaard, čtyři biatlonista Emil Hegle Svendsen, sjezdař Kjetil André Aamodt a rychlobruslaři Ivar Ballangrud a Johann Olav Koss. V Norsku byly olympijské hry dvakrát uspořádány, v obou případech zimní: v roce 1952 v Oslu a roku 1994 v Lillehammeru.

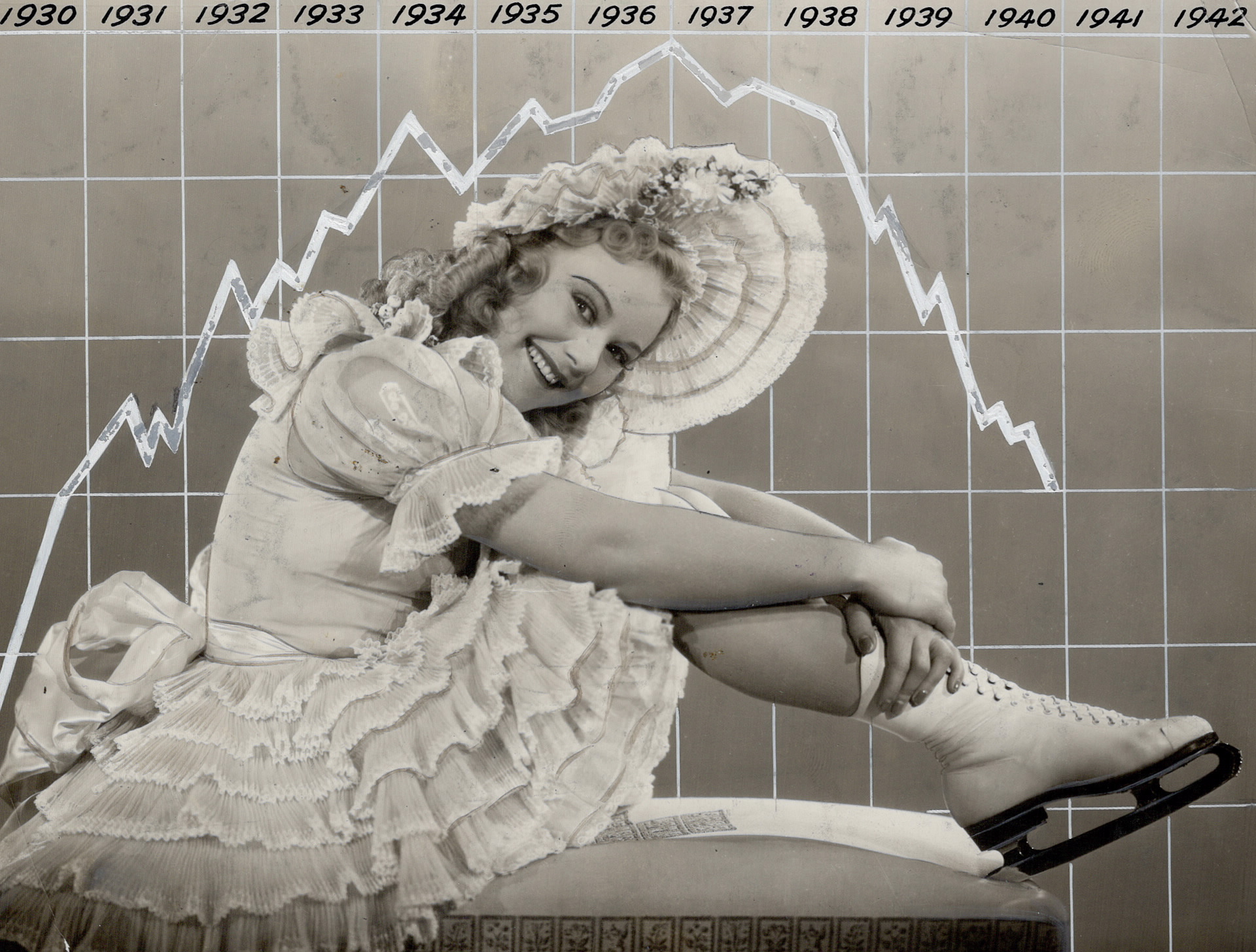
Sonja Henie

K legendárním sportovcům patří i krasobruslaři Axel Paulsen a Sonja Henie, rychlobruslař Hjalmar Andersen, sjezdaři Aksel Lund Svindal a Lasse Kjus, maratonská běžkyně Grete Waitzová, kanoista Knut Holmann, jachtař Magnus Konow nebo oštěpař Andreas Thorkildsen. Světový rekordman a olympijský vítěz v běhu na 400 m překážek Karsten Warholm získal v roce 2021 cenu Atlet světa a v letech 2019 a 2021 Atlet Evropy. K nejlepším šachistům současnosti patří velmistr Magnus Carlsen. Od roku 2013 drží titul mistra světa.

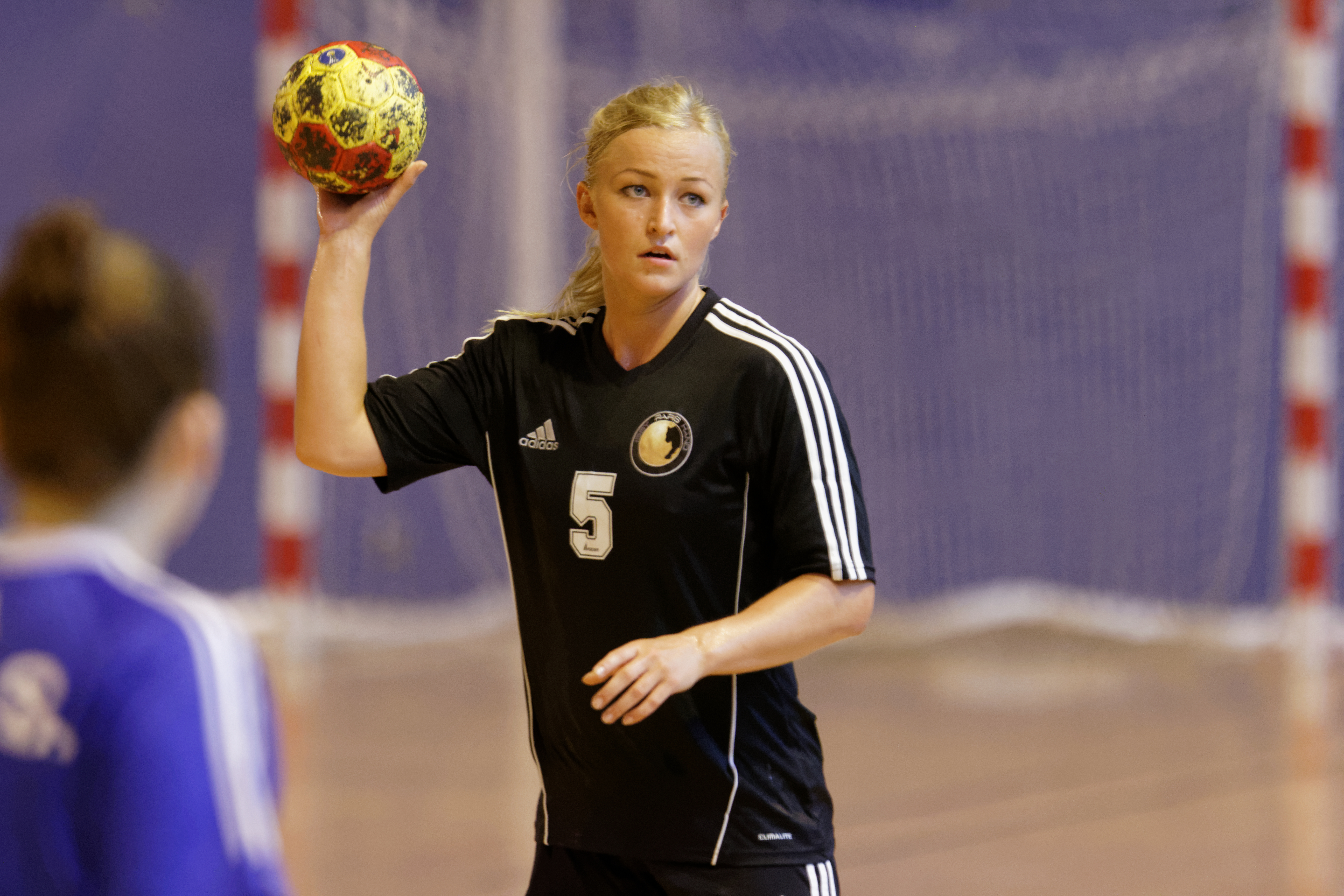
Stine Bredal Oftedalová

Velmi úspěšní jsou Norové v házené, norská házenkářská reprezentace žen vybojovala dvakrát zlato na olympijských hrách (2008, 2012), čtyři tituly mistryň světa (1999, 2011, 2015 a 2021) a osmkrát triumfovala na mistrovství Evropy. Trine Haltviková, Cecilie Legangerová, Linn-Kristin Riegelhuthová, Gro Hammersengová, Heidi Løkeová a Stine Bredal Oftedalová byly vyhlášeny nejlepšími házenkářkami světa.
Norské ženy jsou úspěšné i ve fotbale, vyhrály mistrovství světa (1995), olympijský turnaj (2000) i evropský šampionát (1987, 1993). Mužská fotbalová reprezentace tak úspěšná není, ale třikrát se probojovala na mistrovství světa (1938, 1994, 1998). Svou nejsilnější éru měla v 90. letech 20. století. Ke známým klubům patří Rosenborg Trondheim, který v sezóně 1996/97 hrál čtvrtfinále Ligy mistrů. Čtvrtfinále některého z evropských pohárů dosáhli ještě FK Lyn, SK Brann a Vålerenga Oslo. K nejúspěšnějším norským mužským fotbalistům patří John Arne Riise, Tore André Flo, Ronny Johnsen, John Carew či Ole Gunnar Solskjær. Ze současných stojí zmínit Erlinga Haalanda, Martina Odegaarda nebo Mathiase Normanna.

## Galerie

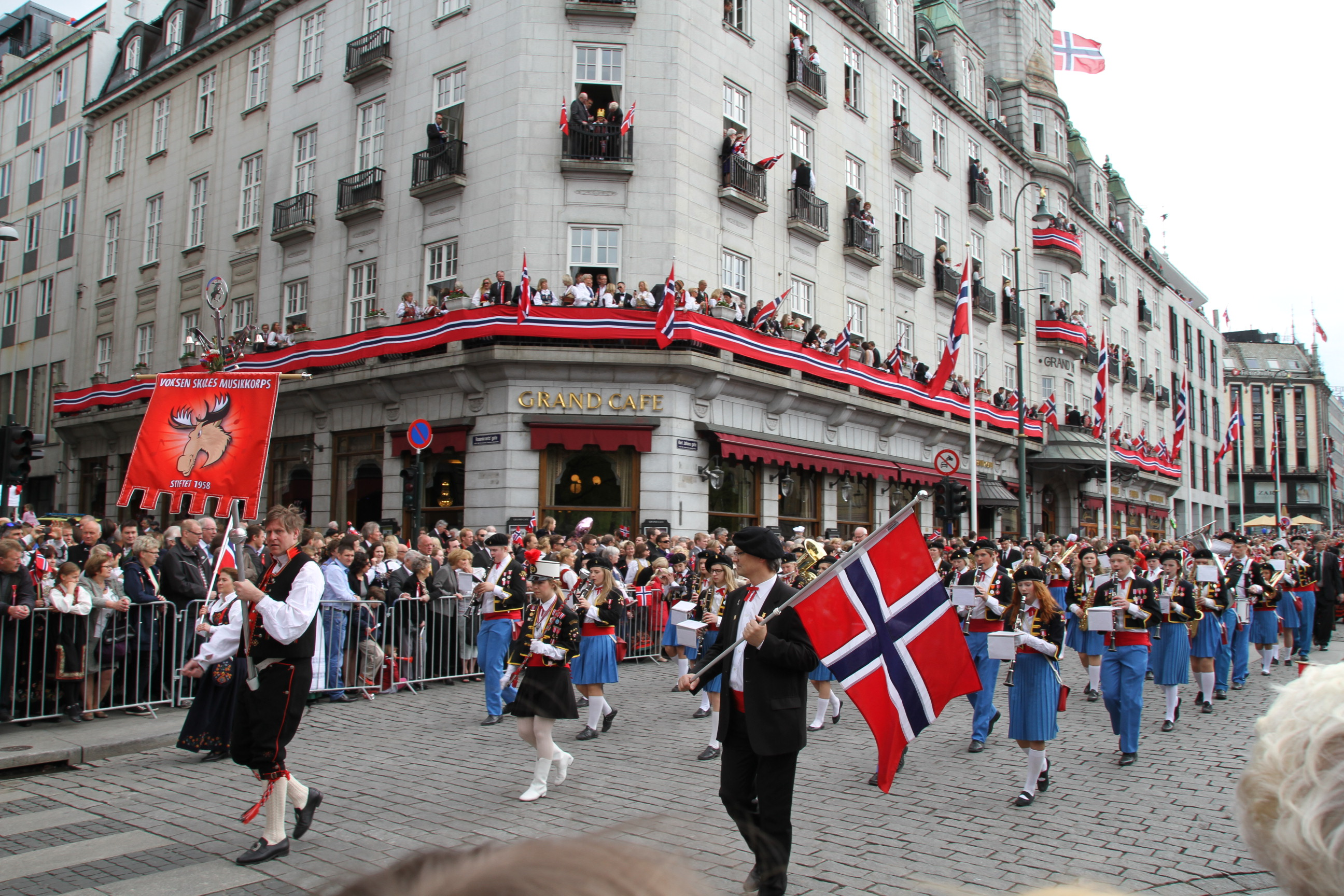
Oslavy Dne ústavy 17. května
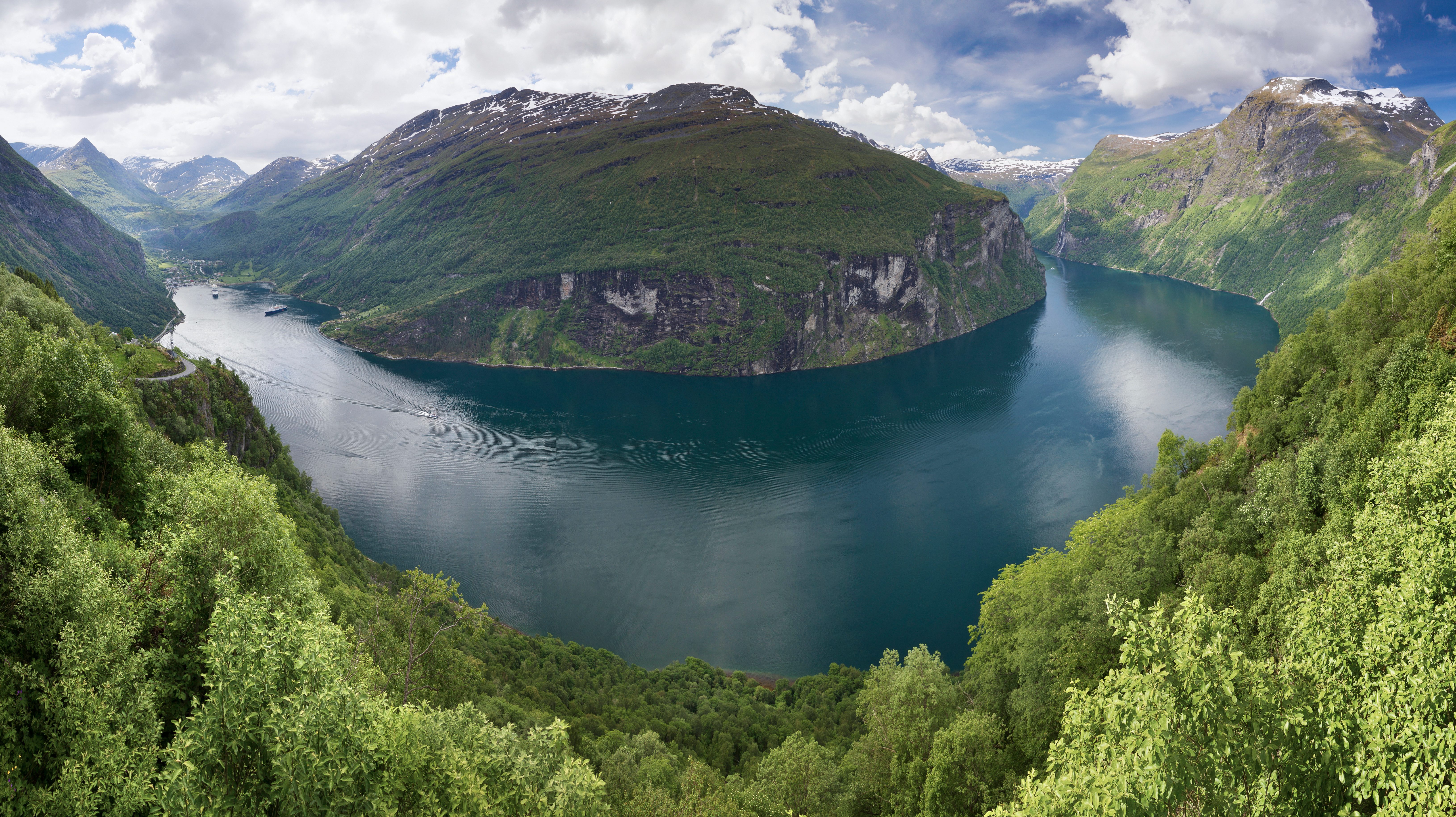
Geirangerfjord
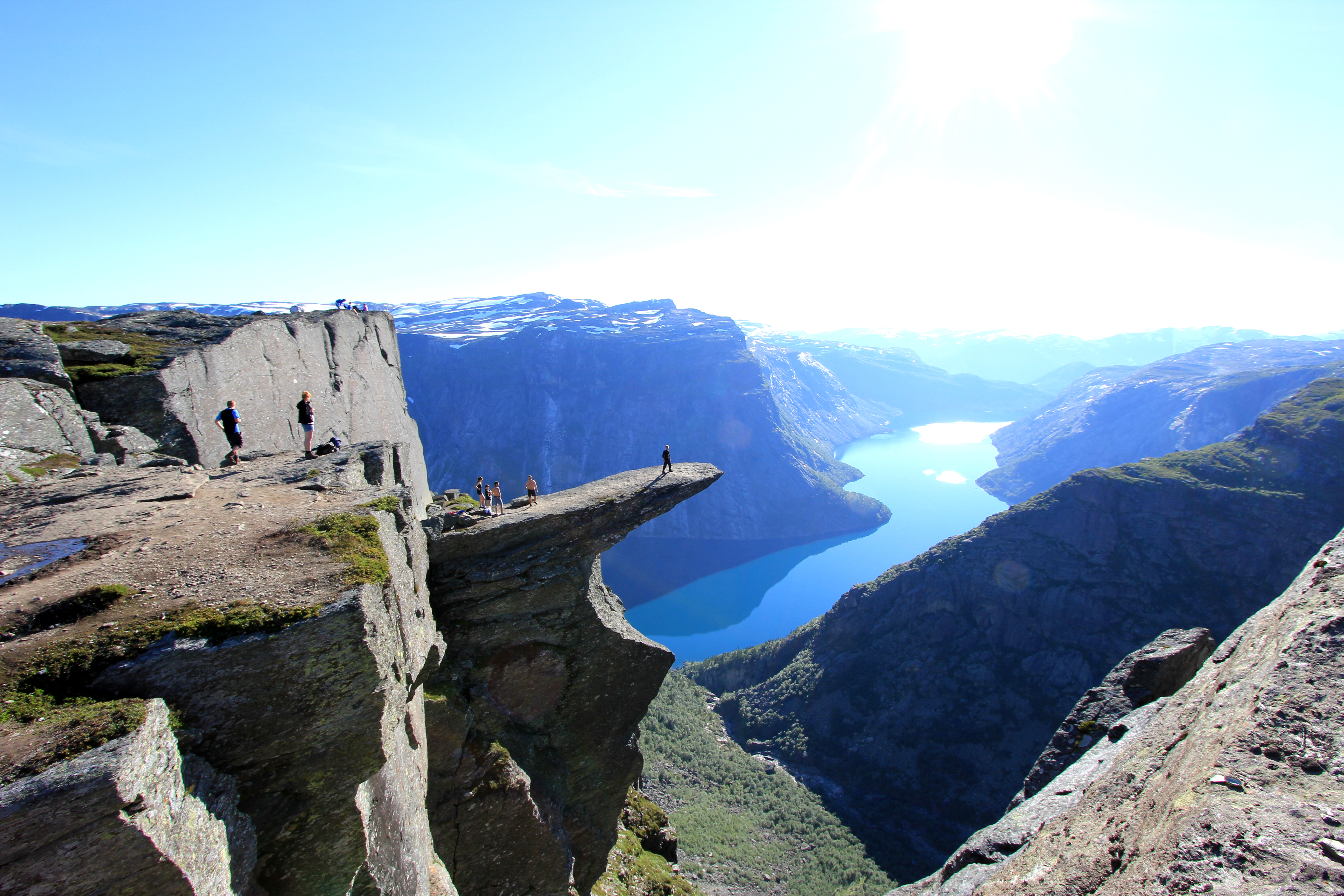
Trollí jazyk
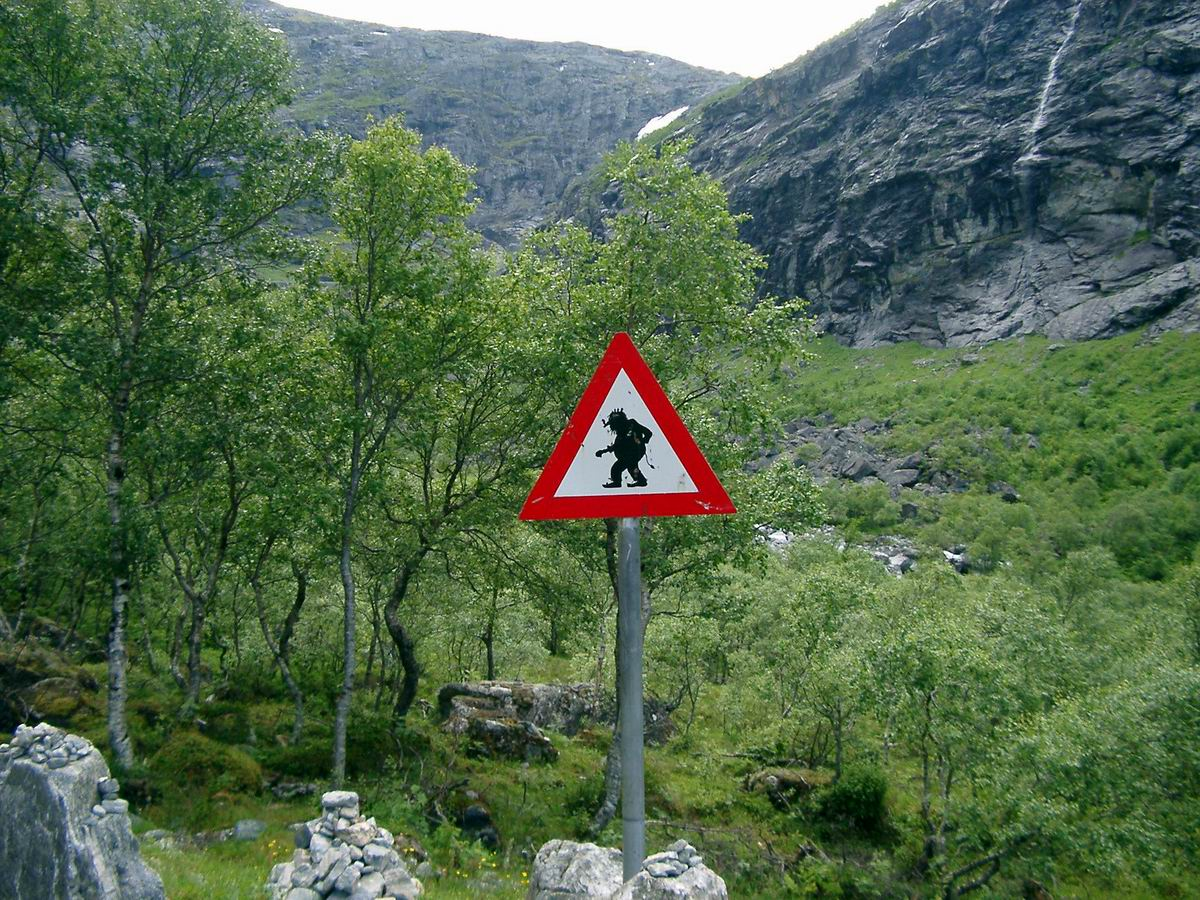
Značka varující před Trolly v Trollstigenu
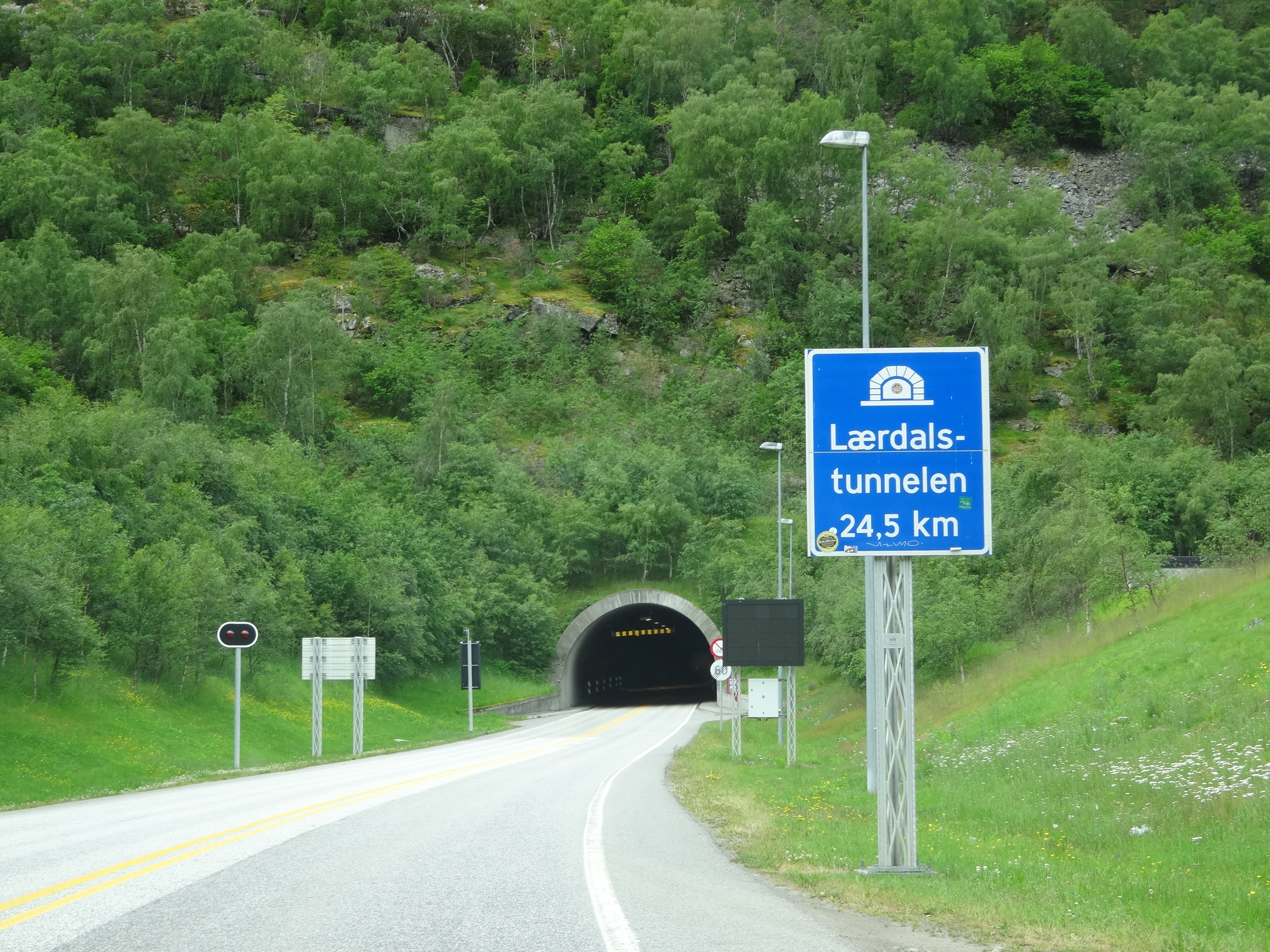
Tunel v Norsku
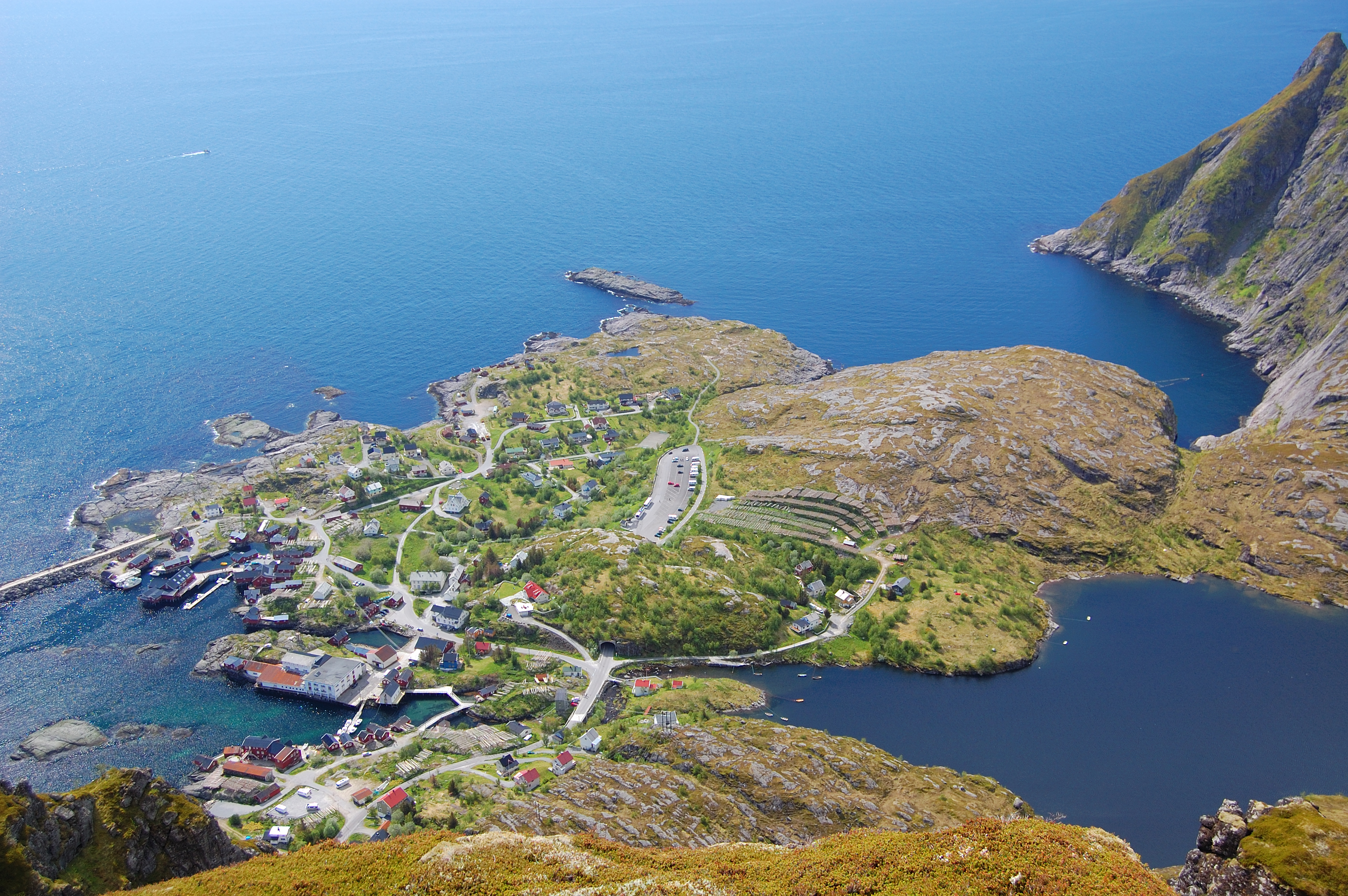
vesnice Å, ležící na Lofotech